# Liga de Campeones de la UEFA
La Liga de Campeones de la UEFA (en inglés y oficialmente, UEFA Champions League), también conocida como Copa de Europa, es el torneo internacional oficial de fútbol más prestigioso a nivel de clubes en Europa. Organizado por su estamento continental, la UEFA, es disputado anualmente desde su instauración en la temporada 1955-56, y su final es el acontecimiento deportivo más seguido en el mundo, con una audiencia estimada entre 350 y 400 millones de espectadores.
Creada por iniciativa del diario L'Équipe bajo la denominación de Copa de Clubes Campeones Europeos (en francés, Coupe des Clubs Champions Européens), e ideada para definir al mejor club del continente, fue rechazada en primera instancia por la UEFA, si bien tras conversaciones con la FIFA y diversos clubes aún en su gestación, el estamento europeo dio su aprobación y pasó a ser su organizador. Iniciada bajo un formato de eliminación directa, en 1992 el torneo fue reestructurado incorporando por primera vez el formato de competición de liga o fase de grupos como paso previo a la fase eliminatoria. Por ello fue rebautizado con su vigente denominación en la edición 1992-93, consolidando dicho formato. Originalmente, se clasificaban para su participación en el certamen los equipos campeones de las ligas nacionales, pero, en 1997, comenzaron a participar también los subcampeones y, en 1999, los clasificados hasta el cuarto puesto, dependiendo del coeficiente UEFA de cada liga, debiendo superar los de menor coeficiente una fase previa.
El ganador de esta competición disputa la Supercopa de Europa contra el campeón de la Liga Europa —la segunda competición continental— y, como representante de la confederación, el Mundial de Clubes de la FIFA y la Copa Intercontinental de la FIFA. El vigente campeón, tras vencer al Inter De Milan, es el PSG mientras que la Federación Española es la que más campeonatos ha logrado con veinte, seguida por Inglaterra con quince e Italia con doce.

## Historia

### Inicios (1955-65)
En junio de 1955 la UEFA aprobó organizar una competición entre clubes europeos denominada como Copa de Clubes Campeones Europeos (nombre original en francés, Coupe des Clubs Champions Européens), —más conocida como Copa de Europa—. Esta fue impulsada por el periódico deportivo francés L'Équipe de mano de su director en la época Gabriel Hanot junto con su colega Jacques Ferran, y con el apoyo del presidente del Real Madrid, Santiago Bernabéu, así como Gusztáv Sebes, subsecretario de deportes de Hungría y vicepresidente de la UEFA. La competición, cuya creación fue inspirada por el Campeonato Sudamericano de Campeones, pretendía unificar un torneo a nivel europeo para designar al mejor club del continente tras las predecesoras Copa Mitropa y Copa Latina, entre otras.

1.er projet de L'Équipe: fevrier 1955.
Projet d'un règlement d'une Coupe d'Europe de football
1.º Une compétition de football réservé aux grandes équipes européennes est organisée, a partir de la saison 1955-56, par le journal L'Équipe. Elle a nom «Coupe d'Europe de L'Equipe» et dotée d'un objet d'art par le journal organisateur. Se prendront part à cette compétition que les équipes invitées par les organisateurs. Une Commission d'Organisation, où entreront des représentants des grandes associations européennes, aura tout pouvoir pour appliquer le présent règlement.

1.er proyecto de L'Équipe: febrero de 1955.
Proyecto de un reglamento de una Copa de Europa de fútbol
Una competición de fútbol reservada para los grandes equipos europeos se organiza, a partir de la temporada 1955-56, por el diario L'Équipe. Ella tiene el nombre de «Copa de Europa de L'Équipe» y dotada con un objeto de arte por el diario organizador. Tomarán parte en esta competición los equipos invitados por los organizadores. Un Comité Organizador, donde entrarán los representantes de las principales asociaciones europeas, tendrá facultades para hacer cumplir el presente reglamento.

Gabriel Hanot. Extracto del borrador del primer reglamento. febrero de 1955. París

Finalmente fueron dieciocho los equipos que respondieron y apoyaron la iniciativa —uno por cada territorio representado—, acudiendo por invitación. Suiza, España, Portugal, Yugoslavia, Austria, Países Bajos, Italia, Protectorado del Sarre, Dinamarca, Francia, Hungría, Bélgica, Suecia, Polonia, Alemania y Escocia fueron los representantes finales a un torneo que contó con notables equipos ausentes en esta primera edición debido a la falta de consolidación de la recién creada UEFA para darle proyección suficiente y la indiferencia de la Federación Internacional de Fútbol Asociación (FIFA) con el incipiente torneo. Entre ellos, la Unión Soviética, Checoslovaquia e Inglaterra no contendieron finalmente, y la más notable fue la no comparecencia de un equipo inglés y cuyo honor debía recaer en el Chelsea Football Club, vigente campeón, pero The Football Association instó al club a no participar por diversos motivos, y fueron reemplazados por el representante polaco. Así, la competición no contó con un representante inglés después de que ellos y en especial el Wolverhampton Wanderers fuesen indirectamente los finales impulsores del torneo. El equipo del Midlands Occidental era considerado en la época como uno de los mejores equipos. Estos, tras vencer en un partido amistoso al Honvéd —equipo formado casi en su totalidad por los «magiares mágicos» integrantes de la temible selección húngara— fueron proclamados por la prensa inglesa como los «campeones del mundo», provocando un impulso final para la creación de la competición.
Así, tras dar validez la UEFA a las bases establecidas y ampliar el cupo de participantes a toda federación que desease participar sin que ninguna federación más decidiera hacerlo, dieciséis equipos fueron los contendientes finales.

#### El «Madrid de Di Stéfano»
La competición comenzó el mes de septiembre de la temporada futbolística siguiente tras acordarse los emparejamientos en una reunión celebrada en mayo por todos los contendientes, y que se resolvería, a sugerencia del Anderlecht belga, por partidos de eliminación directa desde los octavos de final hasta decidir un campeón en la final a disputar en París, por ser la sede del principal promotor.

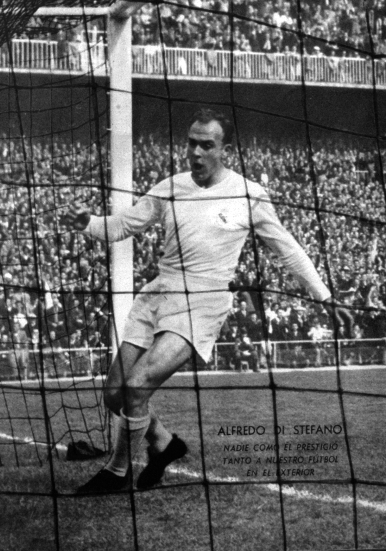
Alfredo Di Stéfano, vencedor de las primeras cinco ediciones.

Tras los veintinueve partidos disputados, el primer vencedor fue el Real Madrid español, quien derrotó al Stade de Reims francés por 4-3 en la final disputada en el Parque de los Príncipes. El primer encuentro, que abrió la competición, tuvo lugar el 4 de septiembre de 1955 entre el Sporting de Lisboa y el Partizan en el Estadio Nacional de Lisboa y finalizó con empate a tres goles, mientras que el primer gol de la competición fue anotado a los 14 minutos de juego por el portugués João Baptista Martins.
Al final de la primera edición se anotaron un total de 127 goles, y fue Miloš Milutinović del Partizan el máximo realizador con ocho tantos en los apenas cuatro partidos que jugó su equipo antes de caer eliminado, dos por encima de Péter Palotás y Léon Glovacki. En cuanto a los equipos, quienes más anotaron fueron el Real Madrid con un total de veinte, Associazione Calcio Milan con diecinueve y Stade de Reims con dieciocho.
La hegemonía del club madrileño continuó durante las siguientes cuatro ediciones ya que ganó en las finales a la Fiorentina, al Milan, de nuevo el Stade de Reims y al Eintracht Frankfurt. En el equipo madrileño jugaban por aquel entonces jugadores tan importantes en el panorama futbolístico como Alfredo Di Stéfano, Ferenc Puskás, Paco Gento, José Santamaría y Héctor Rial, entre otros, que fueron considerados años después como uno de los mejores equipos de este deporte debido principalmente a estos cinco títulos, merced a los cuales fueron bautizados como el «Madrid de Di Stéfano» y con el apelativo de «vikingos» tras la crónica de la quinta final escrita en el diario inglés The Times, apelativo que desde entonces acompaña al club:

Real wanders through Europe as the Vikings once walked, destroying everything in its path.

El Real Madrid se pasea por Europa como antaño se paseaban los vikingos, arrasándolo todo a su paso.
The Times. 19 de mayo de 1960. Londres.

Esa última final, referida años después por diversos medios como la mejor final en la historia de la competición, permitió que «los blancos» consiguieran cinco Copas de Europa consecutivas, las cuales se mantienen como la mejor actuación lograda nunca por un equipo en la historia de la competición.
En aquellas ediciones, contendieron únicamente los campeones de cada país participante y se incorporaron a la competición otros equipos de renombre como el Manchester United como primer representante inglés, el Porto, el Borussia Dortmund y el Estrella Roja de Belgrado, entre otros, mientras que el éxito de la primera edición hizo que se aumentase el número de participantes a 22 en su segundo año. Por tal motivo hubo de disputarse una ronda previa antes de la ronda eliminatoria final. En ella se dio otra de las novedades del torneo al clasificarse para su disputa el Athletic Club, suponiendo que participaron por primera vez dos equipos del mismo país, al estar ya clasificado el Real Madrid como vigente campeón, y siendo este último el único en repetir participación. Los otros quince equipos restantes que tomaron parte en los octavos de final eran todos debutantes. Por su parte, la Fiorentina se quedó a las puertas de resultar campeón en la temporada de su debut en la competición tras finalizar como subcampeón.
Los ingleses pudieron finalmente demostrar su valía en Europa en competición oficial de manos del representante de Mánchester, quien llegó hasta dos semifinales consecutivas de la competición antes de caer derrotado por el vigente campeón en 1957, y por el a la postre subcampeón en 1958.
En los años siguientes se dieron novedosas circunstancias como la primera vez que se decidió el título en la prórroga o el primer encuentro entre dos equipos del mismo país —Sevilla contra Real Madrid—, acontecidos ambos sucesos en la tercera edición, la repetición de una final entre dos equipos —Stade de Reims contra Real Madrid— y un partido entre dos equipos de la misma ciudad —Atlético de Madrid contra Real Madrid—, producidos en la cuarta edición, o que un jugador por primera vez ganase la competición como futbolista y como entrenador —Miguel Muñoz tras el quinto título madridista— entre otros sucesos, mientras que el número de participantes aumentó hasta 27.
El éxito de la ya consolidada competición provocó que naciese otra a nivel mundial, la Copa Intercontinental, que enfrentaría en adelante al campeón europeo con el campeón sudamericano de la Copa Libertadores de América.

#### Eusébio y el S. L. Benfica toman el relevo

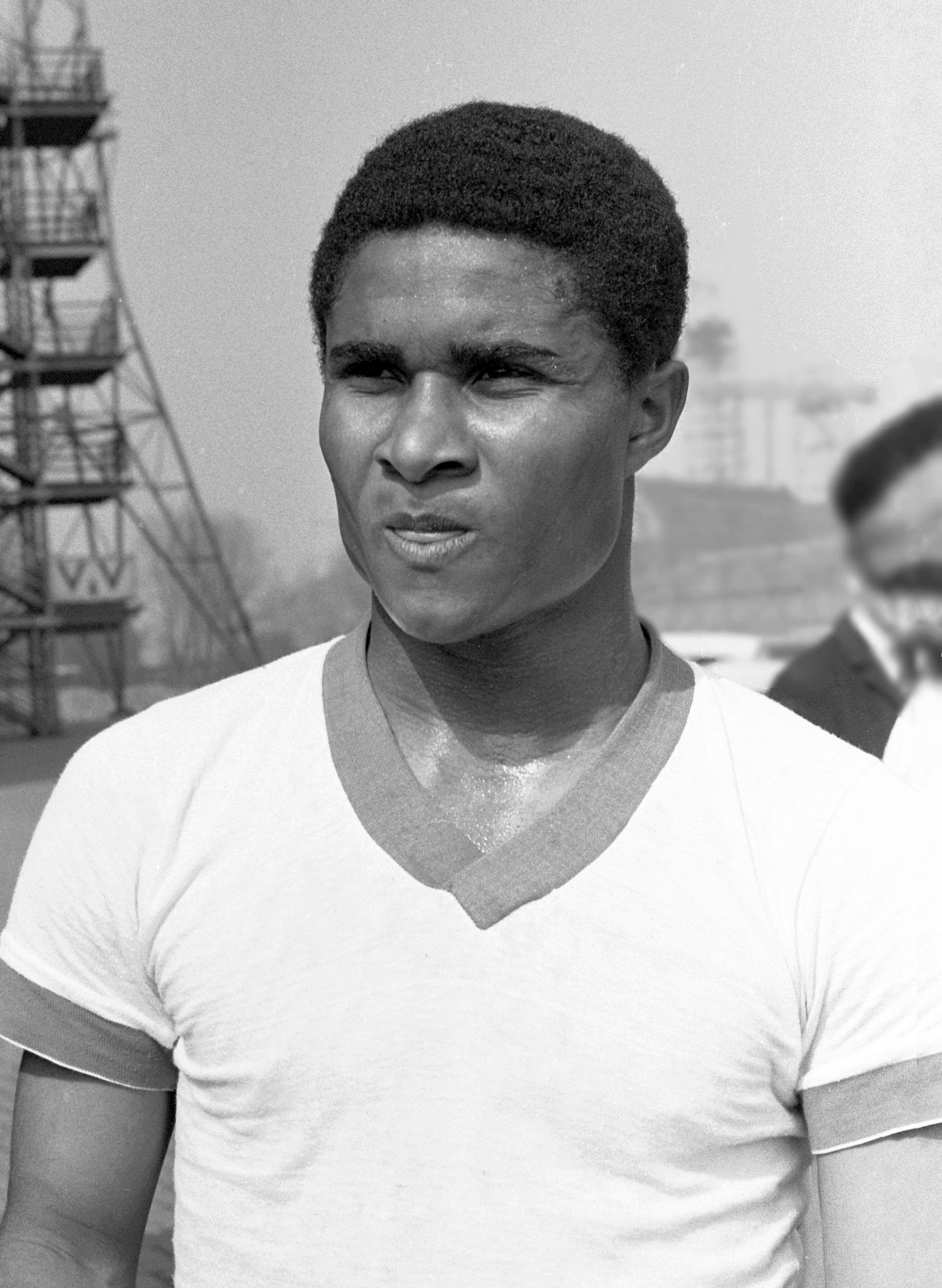
Eusébio da Silva, líder del equipo benfiquista en los años 1960.

En la edición 1960-61 hubo finalmente un nuevo campeón, el Benfica portugués. Ese año el quíntuple campeón Real Madrid no pudo pasar de los octavos de final, y fue eliminado por primera vez en la competición, y curiosamente a manos de su eterno rival el Barcelona quien venía de lograr su clasificación en la ronda preliminar para vengar su eliminación a manos de los madrileños en las semifinales de la edición anterior. El conjunto barcelonés llegó a la final celebrada en el Wankdorfstadion de Berna en la que los benfiquistas, dirigidos por Béla Guttmann, se convirtieron en el segundo equipo en levantar el trofeo tras vencer por 3-2. En una final donde los catalanes se toparon hasta cuatro veces con los postes y que supuso que estos pasasen de cuadrados a redondos.
El Benfica consiguió a la siguiente edición retener el título de campeón como ya hicieran los españoles tras imponerse esta vez en el Estadio Olímpico de Ámsterdam al Real Madrid por 5-3. En el equipo era ya referencia un jovencísimo Eusébio da Silva, autor de los dos últimos goles que dieron el título a los portugueses remontando la desventaja merced a tres tantos de Ferenc Puskás, único jugador en anotar un hat-trick en la final de la Copa de Europa junto a su compañero Di Stéfano, y con los que sumaba siete en las finales igualando también al jugador argentino (récords aún vigentes a fecha de 2022). Tras la segunda victoria, Béla Guttmann fue despedido por pedir un aumento de sueldo. El día que se despidió lo hizo lanzando una sentencia que, en aquel momento fue tomada de forma anecdótica, pero que con el transcurrir del tiempo se convirtió en toda una maldición para la entidad y su hinchada: «El Benfica sin mí nunca ganará una copa europea». Desde entonces, los lusos han disputado un total de ocho finales (cinco de Copa de Europa y tres de Liga Europa) y las han perdido todas.
Comandados por Eusébio, quien anotase 47 goles totales durante sus comparecencias, los portugueses accedieron a la final por tercera vez consecutiva, siendo esta vez derrotados por el Milan en el Wembley Stadium de Londres por 2-1. Italia se hacía finalmente con el título que perseguía ediciones atrás, ya que no en vano era considerada como una de las potencias futbolísticas de la época, como así demostraría en las sucesivas ediciones.
Continuando con la dominación de los equipos latinos del sur de Europa, las dos ediciones siguientes estuvieron dominadas por el conjunto italiano del Inter de Sandro Mazzola, Luis Suárez y Helenio Herrera, quien derrotó en sus finales a los hasta el momento únicos campeones de la competición, el Real Madrid —quien sumaba siete finales— y el Benfica —en su cuarta comparecencia—. Dichos encuentros celebrados en el Praterstadion de Viena y en el Stadio San Siro de Milán se saldaron con resultados de 3-1 y 1-0 respectivamente.
Tras dos finales perdidas, fueron nuevamente los madridistas quienes en la edición de 1965-66 se alzasen con el título, el sexto de su palmarés y tras haber disputado ocho de las once finales hasta la fecha. En la final celebrada en el Stade Roi Bauduin de Bruselas al Partizan por 2-1. La final fue recordada, ya que fue la primera vez que un equipo conquistaba el título sin ningún extranjero en sus filas, ya que eran todos españoles en este caso. En el equipo madrileño únicamente quedaba el veterano Paco Gento como representación de la dorada generación madridista, y se convirtió en el jugador que más veces ha ganado la Copa de Europa con los seis campeonatos, récord aún vigente en la actualidad.
Cabe destacar que hasta la fecha, únicamente el Stade de Reims francés en dos ocasiones, el Eintracht Frankfurt alemán y el recién mencionado Partizan yugoslavo consiguieron acceder a una final dominada hasta la fecha por los conjuntos de la Europa Sur latina.

### El norte de Europa entra en escena (1966-84)
Para la temporada 1966-67 se proclamó vencedor el Celtic escocés, fue el primer equipo británico en proclamarse vencedor desde que los equipos de las islas británicas comenzasen a participar en la segunda edición del torneo. Por segunda vez en la competición un equipo sin extranjeros se convirtió en campeón tras derrotar «los católicos» por 2-1 a los italianos del Inter en el Estádio Nacional de Lisboa. Fue un preludio de la primera victoria de los inventores del fútbol en la máxima competición de clubes a nivel europeo, ya que al año siguiente el vencedor fue el Manchester United inglés tras vencer en la final celebrada en el Wembley Stadium al bicampeón Benfica por 4-1 en la prórroga de un partido en el que los portugueses alcanzaban su quinta final en trece años. Sin embargo, la completa supremacía inglesa en la competición aún estaba por llegar.
Antes, el Milan fue el único equipo de la laureada Europa del Sur capaz de desbancar al norte del continente como vencedor. La final de 1968-69 celebrada en el Estadio Santiago Bernabéu les enfrentó a un equipo de los Países Bajos y fue la primera de las cinco veces consecutivas que un equipo del citado país llegaría desde entonces a la final. En ella, el Ajax de Ámsterdam cayó derrotado por 4-1, equipo en el que comenzaba a despuntar un joven Johan Cruyff.
Los equipos neerlandeses dominaron la competición en los siguientes cuatro años consiguiendo un título el Feijenoord y tres el Ajax con la depurada táctica y técnica futbolística adquirida del recordado Rinus Michels, denominado como «fútbol total», y que ya practicase la selección húngara del «Equipo de oro» en los años cincuenta. Los roterdameses vencieron por 2-1 en la prórroga al Celtic escocés en el Stadio San Siro, mientras que los amsterdameses derrotaron al Panathinaikos, al Inter y a la Juventus, que accedía por primera vez a la final. De esta manera, el equipo neerlandés se convirtió en el segundo conjunto tras el Real Madrid en conseguir el trofeo en propiedad por vencer la competición tres veces seguidas.
Durante las tres temporadas siguientes un nuevo equipo apareció en el panorama europeo. Los alemanes delBayern ganaron la competición en las siguientes tres ediciones, obteniendo así también el trofeo en propiedad. El equipo, en el que militaban jugadores como Franz Beckenbauer, Gerd Müller, Sepp Maier, Uli Hoeneß o Paul Breitner, empezó ganando la final de 1973-74 al Atlético de Madrid en el Stade Roi Bauduin en la que es hasta la fecha la final más larga de la historia del torneo al ser la única en la que fue necesario la disputa de dos partidos para obtener un campeón. En la fecha no existían los lanzamientos de penalti para resolver un empate, por lo que si al final de la prórroga no había un vencedor, habían de disputarse nuevos encuentros hasta que uno de los dos equipos resultase vencedor. Tras igualar los bávaros en los instantes finales del partido el gol inicial rojiblanco, se impusieron en el partido de desempate por 4-0. En las posteriores finales se deshizo del Leeds United inglés y del Saint-Étienne francesa. Eran los años del dominio alemán en el fútbol mundial, donde su selección venía de proclamarse vencedora tanto de la Eurocopa como de la Copa Mundial. Su supremacía parecería extenderse en el ámbito de clubes, hasta que fueron frenados por los inventores del fútbol, Inglaterra.

#### «La cuna del fútbol» domina Europa

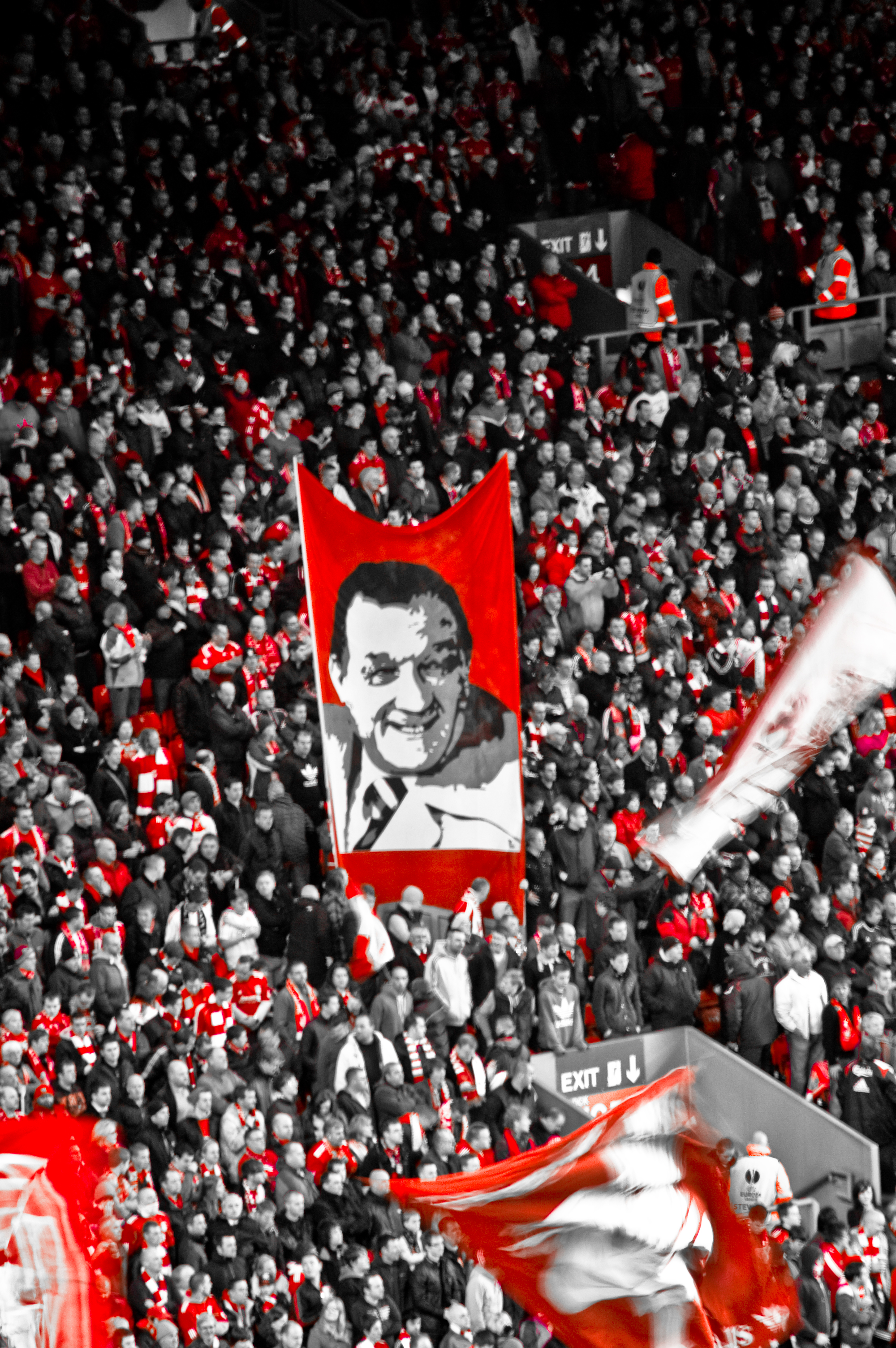
Aficionados del Liverpool F. C. portando una imagen de Bob Paisley, entrenador que obtuvo tres de los cuatro títulos del equipo durante el dominio inglés en la competición.

Desde 1977, un total de siete de ocho campeonatos fueron conquistados por conjuntos ingleses, y además los seis primeros de manera consecutiva. Sin embargo, fue el Dinamo de Kiev soviético el que eliminó a los vigentes campeones alemanes. Esta fue una de las pocas efemérides logradas por algún equipo de la aguerrida y laureada Unión Soviética en una competición en la que no consiguieron cosechar meritorias actuaciones, con la excepción de estas semifinales alcanzadas por unos kievitas liderados por Oleh Blokhin y Volodymyr Onyshchenko.
De la citada sucesión de títulos, cuatro fueron logrados por el Liverpool, uno por el Aston Villa, y dos por el Nottingham Forest, quien igualó la mejor actuación de un equipo debutante en la competición al vencer no solo el título en su primera aparición en el torneo, sino siendo capaz de retenerlo en la edición siguiente —igualando la actuación de los madridistas en sus dos primeras ediciones—. Las víctimas de los ingleses, según orden cronológico, fueron el Borussia Mönchengladbach, el Club Brujas, el Malmö, el Hamburgo, el Real Madrid, el Bayern y la Roma.
Esta última fue la primera final hasta la fecha en la historia del torneo en la que un conjunto de la misma ciudad donde es celebrada la final pierde, además de ser la primera decidida desde los lanzamientos de penalti y merced a la cual Liverpool se quedaba a un único título de ser el cuarto equipo en conseguir el trofeo en propiedad. Hecho que le sucedía por segunda ocasión, ya que tras haberse proclamado campeón por segunda vez, parecía el favorito en la edición de 1978-79, sin embargo, en su primer enfrentamiento le tocó enfrentarse al Nottingham Forest, quien no solo le eliminó, sino que acabó venciendo la competición dos veces seguidas, antes de ser sucedido nuevamente por «los reds» al vencer en la final al Real Madrid, quien reaparecía en la final tras quince años.
La única final no vencida durante este período por un equipo inglés fue la edición 1982-83, la cual fue vencida por el Hamburgo tras derrotar a la Juventus en el Olympiako Stadio Athinas por 1-0. Cabe destacar que esta racha de notable hegemonía inglesa se vio también reflejada entre 1968 (fecha en la que un club inglés venció la competición por primera vez) y hasta 1984 en el resto de competiciones UEFA. En total, los anglosajones conquistaron veintidós títulos europeos de sesenta y uno posibles, o lo que es lo mismo, un 36 % de ellos.
El 29 de mayo de 1985 se disputó la final entre la Juventus, que venía de ganar la Copa de la UEFA de 1977, la Recopa de Europa de 1984 y la Supercopa de Europa de 1984, y el también exitoso Liverpool. Se impuso el equipo turinés con un gol de su estrella Michel Platini, venciendo nuevamente a los ingleses como la final de la Supercopa de Europa anterior. Ese día, antes del partido y provocado por los ánimos ingleses, se produjo la «tragedia de Heysel» debido a una avalancha de hooligans que provocó el derrumbe de una de las paredes del estadio bruselense. El incidente causó 39 víctimas mortales, 34 de las cuales eran seguidores italianos, y más de 600 heridos. La tragedia supuso la expulsión de los clubes ingleses de las competiciones europeas durante cinco años, como medida para frenar la violencia de sus seguidores más radicales, los hooligans, una tendencia que comenzaba a extenderse en el fútbol. Debido a ello, fue frenada la supremacía inglesa en las competiciones europeas, además de marcar el inicio de la época del fair play por parte de la FIFA como medida a mejorar la seguridad e imagen del fútbol. En lo deportivo, la final además supuso que el conjunto italiano fuese el primero en conquistar todas las competiciones existentes de la UEFA, motivo por el cual recibió una placa conmemorativa del máximo organismo europeo.

### Los últimos años antes de la reforma (1985-92)

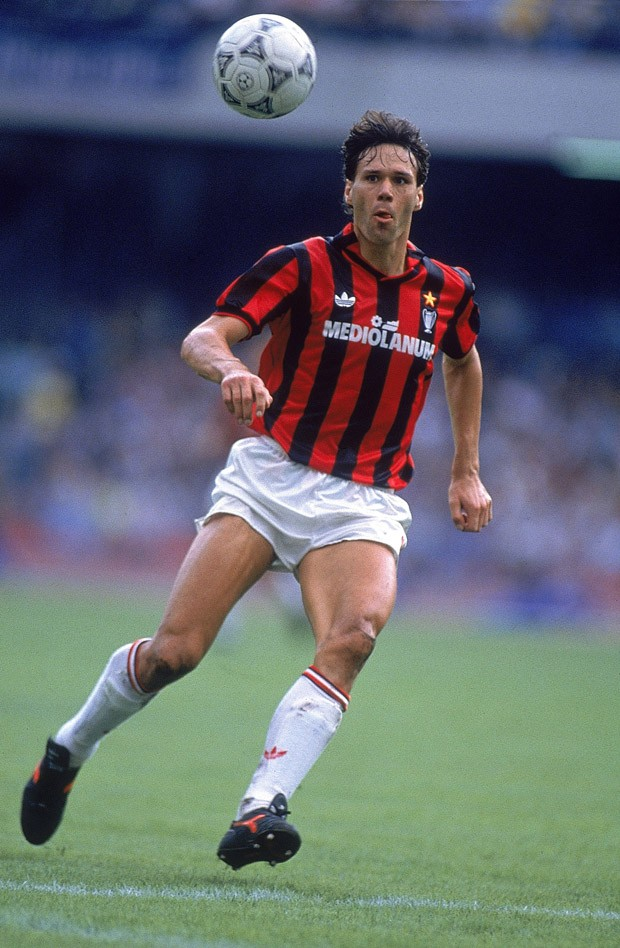
Marco van Basten, principal figura de la A. C. Milan de Arrigo Sacchi.

Un año después de los sucesos se enfrentaron por el título el Steaua de Bucurest, equipo que llegaba por primera vez a una final, y el Barcelona. Jugada en el Estadio Ramón Sánchez Pizjuán de Sevilla, los rumanos vencieron en la tanda de penaltis tras un 0-0 al final del partido, circunstancia acontecida por primera vez en una final. El portero rumano Helmuth Duckadam estableció un récord histórico al detener cuatro de los lanzamientos seguidos. Rumanía se convirtió en el octavo territorio en poseer un equipo campeón de Europa.
Los dos siguientes años tuvieron dos inesperados campeones: el Porto, que venció por 2-1 en la final de Viena al tricampeón Bayern; y el PSV, que se impuso en la final de 1987-88, celebrada en el Neckarstadion, al Benfica en los penaltis. Esta fue la cuarta final perdida por el equipo lisboeta en la competición, denominándose la situación como la «maldición de Béla Guttmann». Tras su despido como bicampeón con los portugueses, Guttman auguró que el club nunca más vencería una competición europea sin él como entrenador en los próximos cien años. Desde entonces, ocho finales han sido perdidas por el conjunto lisboeta, perdurando ya la maldición un total de 60 años.
En 1989 y 1990 el Milan añadió dos nuevos títulos a sus vitrinas para un total de cuatro tras imponerse por 4-0 al Steaua y por 1-0 al Benfica impidiendo por quinta vez en la historia que los lisboetas lograsen el título. El cuadro, dirigido por Arrigo Sacchi, contaba en sus filas con jugadores como Franco Baresi, Marco van Basten, Ruud Gullit y Paolo Maldini siendo otro de los conjuntos más recordados tanto en la competición como a nivel mundial. Maldini ganó así los dos primeros títulos de los cinco que consiguió a lo largo de su carrera en activo, siendo el que más logros posee después de los seis del español Paco Gento. Esta fue además la última vez en la competición en la que un equipo consiguió revalidar el título, hasta el año 2017. Al año siguiente se proclamó campeón el Estrella Roja en el Stadio San Nicola de Bari. El conjunto serbio —yugoslavo por aquel entonces— derrotó en la final al Olympique de Marsella en los penaltis tras un empate a cero.
Un año después fue el Barcelona de Johan Cruyff el que se proclamó vencedor tras disputar su tercera final. Los españoles se impusieron en la prórroga a la Sampdoria, por 1-0 en el Wembley Stadium, merced a un tanto de Ronald Koeman de tiro libre en el minuto 111. El equipo campeón fue referido en la prensa con el apelativo de «Dream Team», imitando la terminología que se usó con la selección de baloncesto de Estados Unidos en los Juegos Olímpicos de Barcelona 1992 compuesta por el mayor elenco de «estrellas» nunca visto en el certamen. Esta fue la última edición de la competición antes de ser sometida a una profunda reestructuración en su formato por el nuevo presidente Lennart Johansson, buscando una mayor proyección y pasando en adelante a ser denominada como Liga de Campeones de la UEFA.

### La nueva denominación trae la época más igualada (1992-09)
La nueva denominación trajo algunos cambios en el formato en 1992, buscando una manera de introducir nuevos contendientes en la competición que hiciesen que fuese más disputada, aunque estos no se vieron consolidados hasta años después con la consolidación del formato actual vigente desde edición 1999-00. Uno de los más relevantes fue la inclusión de una fase de grupos previa a la final, similar a la última edición de la Copa de Europa en la que fueron eliminados los cuartos de final y las semifinales, y con acceso directo a la final de los primeros de cada grupo. Fue el Olympique de Marsella quien se proclamó vencedor de esa edición de 1993 frente al Milan por 1-0 con un gol de Basile Boli en el Olympiastadion de Múnich, convirtiéndose en el único equipo francés en ganar el torneo hasta la fecha. Sin embargo, el escándalo surgido ese mismo año por la trama descubierta de sobornos e irregularidades financieras cometidos por su presidente Bernard Tapie impidió al conjunto galo luchar por la defensa de su título en la siguiente campaña, y ha sido la primera vez que el vigente campeón no ha podido defender su título.
En la edición de 1993-94 volvieron a instaurarse las semifinales tras el sistema de liguilla, el cual se estableció definitivamente y que fue ampliándose paulatinamente de dos a ocho grupos con el devenir de las ediciones. Tras ellas se enfrentaron en la final el Barcelona y el Milan en Atenas. Los italianos se impusieron por 4-0 alzando así su quinto título y lográndolo en propiedad, quedándose a tan solo uno de los seis logrados por el Real Madrid, cuya sequía duraba ya veintiocho años y no llegando a una final desde hacía trece. Al año siguiente los «rossoneri» accedieron a la final por tercer año consecutivo —y quinta vez en siete años—, pero no pudo superar al Ajax, que vencía por cuarta vez tras veintidós años desde su último título. Tras setenta minutos de partido, un jovencísimo y casi desconocido Patrick Kluivert entró en el terreno de juego para marcar posteriormente el único gol del partido a solo cinco minutos para el final. El equipo neerlandés llegó otra vez a la final en la temporada siguiente, pero cayó derrotado ante la Juventus en la tanda de penaltis tras el 1-1 de los ciento veinte minutos reglamentarios.
Con la temporada 1996-97 entró en vigor la Ley Bosman que permitió a los jugadores comunitarios jugar en un equipo sin ocupar plaza de extranjero, y que recíprocamente conllevó la inclusión de más jugadores del resto del mundo al liberar los comunitarios esas plazas de extranjeros permitidas. Esto provocó que los clubes con más poder adquisitivo se lanzasen a contratar a los mejores jugadores del panorama internacional, aumentando sus potenciales en detrimento de otros clubes europeos con menor poder financiero. Desde entonces, y con la excepción de un único año, el vencedor de la competición ha sido integrante de una de las consideradas cuatro mejores ligas de fútbol de Europa: la Premier League inglesa, la Bundesliga alemana, la Primera División española o la Serie A italiana. Una polémica sentencia cuyas repercusiones tardaron décadas en ser patentes y que fueron algunas de las causas que marcaron el devenir del fútbol europeo.
Tras la sentencia, el Borussia consiguió la primera Liga de Campeones de su historia tras derrotar a la Juventus por 3-1 en Alemania, en una edición predecesora al establecimiento del nuevo formato de la competición. En este, aprobado para la temporada 1997-98 en la que por primera vez se vio un formato más cercano al actual, se aumentó el número de equipos participantes como medida más notoria. Fue el año en el que finalmente y tras treinta y dos años de espera el Real Madrid volvió a proclamarse vencedor tras derrotar por 1-0 al Juventus, que accedía a su tercera final consecutiva.
Hubo que esperar hasta 1998-99 para ver de nuevo coronado a un club inglés tras los sucesos acontecidos en Heysel. El Manchester United se impuso al Bayern tras darle la vuelta al encuentro en el tiempo de descuento para acabar ganando por 1-2 gracias a los tantos de Teddy Sheringham y Ole Gunnar Solskjær, logrando una de las mayores proezas de la historia de las finales. Fue el preludio de lo que parecía el fin de la competición, tras el acuerdo de una Superliga. Pese a ello, y quizá por no disponer de tiempo suficiente para tan compleja reestructuración se implementaron en su lugar una serie de cambios que mejorasen el torneo. Uno de los más relevantes fue una ampliación de los equipos participantes y que también afectó a la Copa de la UEFA con una profunda reestructuración que dio con la absorción y desaparición de la Recopa de Europa.

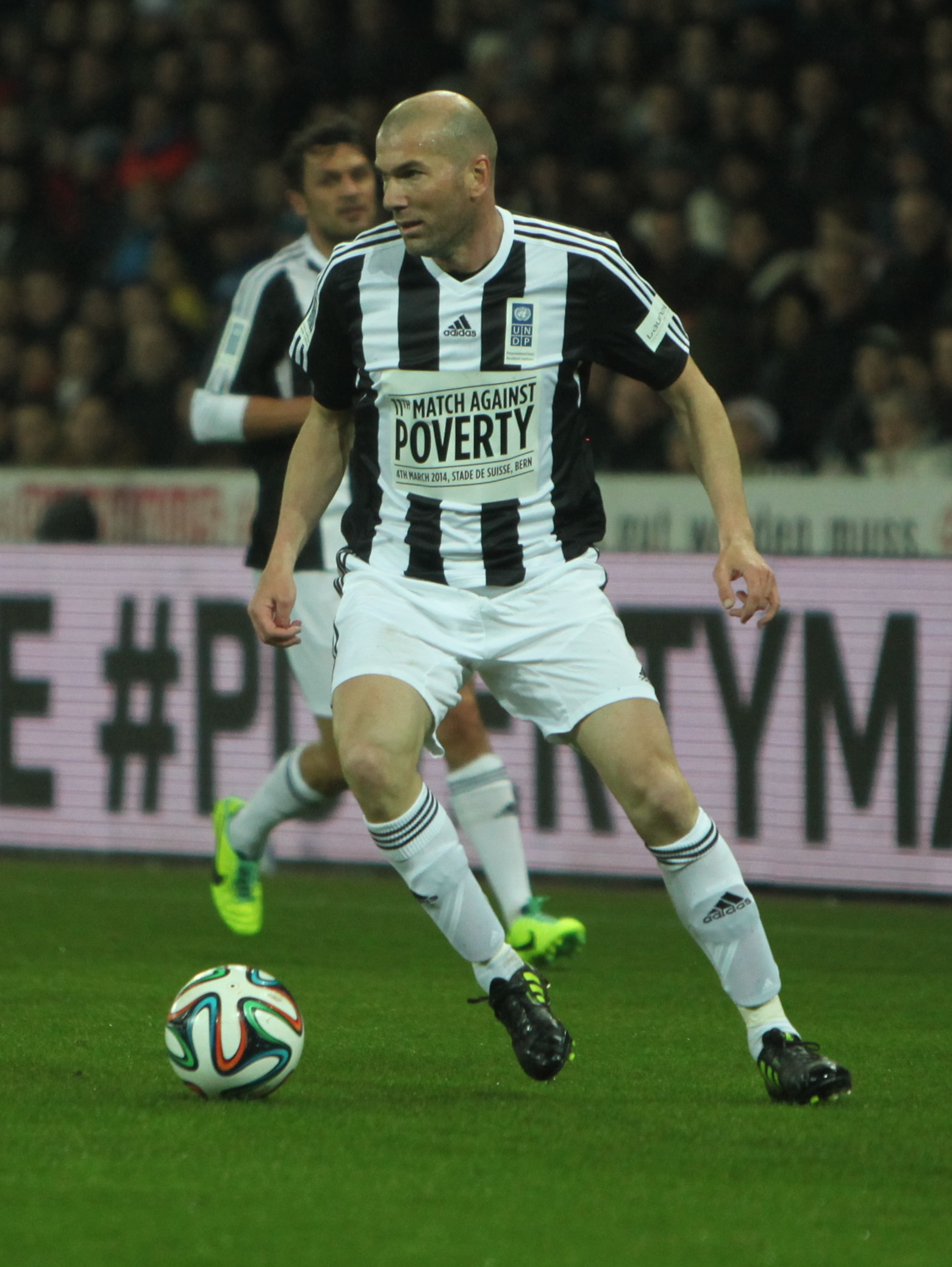
Zinedine Zidane dio su 9.º título al Real Madrid con el considerado mejor gol de todas las finales por France Football.

Con treinta y dos equipos participantes en su fase final se enfrentaron en la final del Stade de France, y por primera vez en la historia de la competición, dos equipos del mismo país: el Real Madrid y el Valencia, equipo que alcanzó la final por primera vez. Los madrileños se impusieron a los valencianos por tres tantos a cero, con goles de Fernando Morientes, Steve McManaman y Raúl González. Los valencianos intentaron resarcirse de la derrota al año siguiente, pero sin suerte. Esta vez el Bayern se llevó el título al vencer en la tanda de penaltis merced a la actuación del portero Oliver Kahn quien detuvo tres de los lanzamientos.
Por tercera vez un equipo español llegaba a la final cuando de nuevo el Real Madrid llegó al último partido de la edición 2001-02 que se disputó en Hampden Park, Glasgow. En su tercera final en cinco años venció por 2-1 al Bayer Leverkusen consiguiendo así su novena Copa de Europa y tercera bajo el nuevo formato de Liga de Campeones. En este partido se produjo el recordado gol de volea de Zinedine Zidane que dio la victoria a los madrileños en el año de su centenario. Dicho gol fue considerado por France Football y por la UEFA, según así recogen informaciones de la época, como el mejor gol de la historia de las competiciones europeas y de las finales de la Liga de Campeones.
En la temporada 2002-03 de nuevo y por segunda vez en la historia dos equipos del mismo país se enfrentaron en la final. Italia fue la representada en la final de Old Trafford entre el Milan y la Juventus, que disputaba su cuarta final en ocho años saliendo vencedor en la tanda de penaltis el equipo milanés.
Se llegó así a la única edición con presencia de un país distinto a los cuatro considerados más fuertes futbolísticamente hablando de Europa desde la Ley Bosman. Portugal y Francia, y más concretamente el Porto y el Monaco —debutante en una final— se midieron para que los portugueses se proclamasen vencedores por segunda vez en su historia tras derrotar a los franceses por 3-0. Desde entonces, la final ha estado siempre copada por algún representante de las cuatro grandes ligas, produciéndose además una curiosa alternancia entre los vencedores. Cabe destacar que para la fecha el denominado como G-14, y posteriormente restablecido como Asociación de Clubes Europeos (ECA) comenzó a estudiar seriamente la posibilidad de crear una competición que sustituyese a la Liga de Campeones conformada exclusivamente por los clubes más fuertes de Europa. Dichos movimientos pusieron en alerta a la UEFA que comenzó a instigar nuevas fórmulas que asentasen su competición y le diesen mayor proyección.
Inglaterra, España e Italia, por ese orden, se alternaron en la conquista de los siguientes seis campeonatos lo que refrendó la idea de la ECA. Liverpool F. C. —quien logró finalmente su quinto título para ser el último club en lograrlo en propiedad— A. C. Milan, Manchester United y Internazionale fueron los vencedores junto al F. C. Barcelona, quien conquistó dos títulos en esta sucesión.
Este período dejó numerosos hechos destacados en las finales de la competición. En la primera de las finales citadas el equipo de Liverpool remontó una desventaja de tres goles por lo que fue considerado uno de los mejores partidos del torneo. En la final en la que Maldini se convirtió en el jugador más veterano en marcar y establecer el gol más rápido en una final de Liga de Campeones los ingleses lograron empatar el partido en la segunda mitad y forzar la prórroga antes de que el meta polaco Jerzy Dudek diese el título a los británicos en la tanda de penaltis.
En 2006, en la final jugada en el estadio de Saint-Denis de París, el Barcelona de Ronaldinho remontó un 0-1 tras ir perdiendo contra el Arsenal, consiguiendo que el Barcelona ganara su segunda Copa de Europa dejando un marcador de 2-1. En este partido se produjo la primera expulsión en una final de Liga de Campeones, la del portero alemán de los gunners, Jens Lehmann. En la edición 2006-07 el club «rossonero» se adjudicó su séptimo título en una temporada marcada por el escándalo del Calciopoli en la liga italiana, que a punto estuvo de costarle al equipo italiano su participación en la competición. El último de los hechos destacables sucedió en la victoria del conjunto de Mánchester al ser la primera final de la competición entre dos equipos ingleses, y tercera vez que se producía entre equipos del mismo país y que se decidió por un resbalón de John Terry en la fatídica tanda de penaltis. En 1991, la UEFA pidió a su socio comercial, Televisión de Eventos y Media Marketing (TEAM), para ayudar a la marca de la Liga de Campeones.
El Manchester United repitió final al año siguiente, en el Estadio Olímpico de Roma, en esta ocasión frente al Barcelona, en un encuentro muy esperado por lo que suponía enfrentar a dos de los jugadores más en forma del momento, el argentino Lionel Messi y el portugués Cristiano Ronaldo. El Barcelona de Pep Guardiola, en la temporada 2008-09, consiguió el «triplete» (Liga, Copa y Liga de Campeones) tras el triunfo en la final de Roma ante el Manchester United por 2-0, convirtiéndose en el primer y único equipo español en haber logrado tal hazaña, y pasando al selecto círculo de clubes europeos que lo han logrado antes (Celtic, Ajax, PSV y Manchester United). Añadiendo la consecución del «sextete» en la temporada posterior.

### La influencia de las «cuatro grandes ligas» (2009-21)
En la temporada 2009-10 se instauró un nuevo formato en la competición que pretendía dotarla de más competitividad y principalmente paliar la iniciativa de la ECA de una competición anexa. Entre las medidas destacaron el aumento del número de participantes, en las fases previas, y que la fecha de la final fuera trasladada a sábado, en lugar del tradicional miércoles.

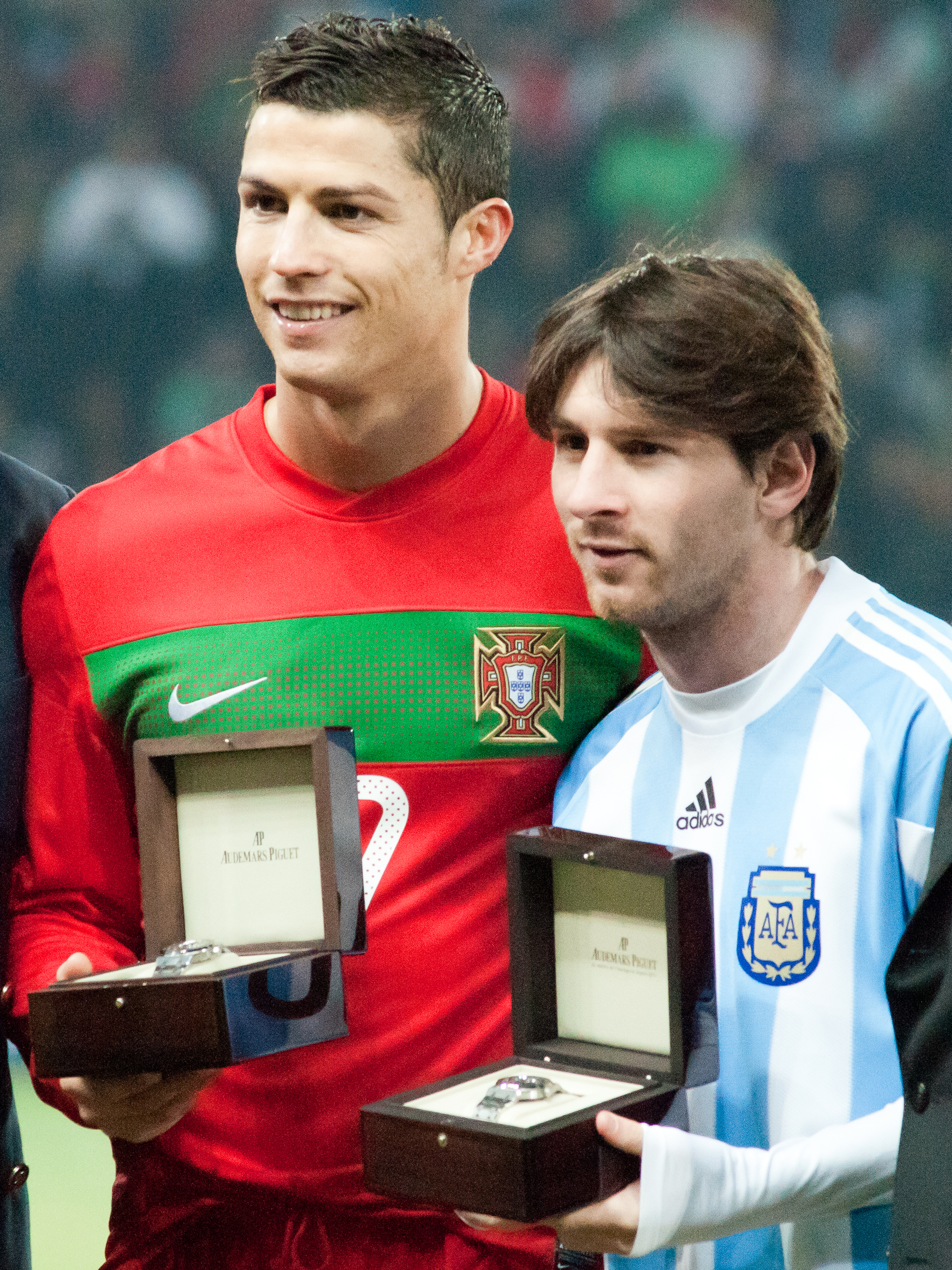
Cristiano Ronaldo y Lionel Messi, dos de los jugadores que marcan la historia en los últimos años.

La tónica no varió para contrariedad de la UEFA, y de nuevo Italia, España, Inglaterra y Alemania —quien no vencía desde hacía doce años— se convirtieron de nuevo en campeones. El Inter se hizo con su tercer título tras derrotar al Bayern por 2-0. Barcelona y Manchester United se volvieron a enfrentar dos años después de la final de Roma, en esta ocasión en el nuevo Estadio de Wembley. De nuevo los culés se llevaron el duelo, venciendo por un marcador de 3-1, gracias a los goles de Pedro, Lionel Messi, y David Villa, y el tanto de Wayne Rooney, que había colocado el empate transitorio. El equipo blaugrana conquistaba así su cuarta Copa de Europa (segunda en tres años) en la ciudad donde se coronó por primera vez, 19 años atrás. El Chelsea alzó en 2012 su primer título tras imponerse en el Allianz Arena al Bayern en la tanda de penaltis, en otra final con emoción en los minutos previos al final del encuentro, mientras que los bávaros pudieron resarcirse al año siguiente al imponerse por 2-1 en la final de Wembley al vecino Borussia Dortmund —primera final disputada entre dos conjuntos alemanes—, logrando proclamarse campeones continentales por quinta vez en su historia.
En la temporada 2013-14, se disputó por quinta vez una final por clubes del mismo país, que además, fue la primera en la historia del torneo en ser disputada por equipos de la misma ciudad. Cristiano Ronaldo estableció el récord goleador en la competición, anotando diecisiete goles que contribuyeron a que el Real Madrid ganase su décimo título, tras imponerse en la final de Lisboa al Atlético de Madrid por 4-1 en la prórroga al terminar el partido 1-1 tras los noventa minutos.
En la 60.ª edición de la competición, el Barcelona se alzó con el título por quinta vez en su historia, tras vencer en la final de Berlín a la Juventus por 3-1 —igualando los cinco títulos conquistados por el Bayern y el Liverpool— y posicionarse como uno de los equipos más dominantes en la historia reciente del torneo, meritado en gran parte por tres de sus futbolistas, Xavi Hernández, Andrés Iniesta y Lionel Messi, quienes fueran los únicos futbolistas de un mismo club galardonados con los tres primeros puestos del Balón de Oro, y bajo dirección de Luis Enrique Martínez García. Por otra parte, el cuadro trasalpino se convertía con seis, en el club con más subcampeonatos de la competición.
Nuevamente en la temporada 2015-16, se enfrentaron en la final de Milán, el Atlético de Madrid y el Real Madrid, fue la segunda vez en la historia que dos equipos de la misma ciudad contendían por el título, además de ser la sexta vez que se repetía una final en el historial del torneo, y dejar a los atléticos como el club con más finales perdidas, tres, sin haberse proclamado campeón de la competición, tras caer en la tanda de penaltis de dicha final. A nivel individual, el portugués Cristiano Ronaldo y el argentino Lionel Messi, rompieron esta temporada el récord anotador en la competición, que hasta entonces ostentaba Raúl González con setenta y un goles. Los goles anotados por Cristiano, le convirtieron en el primer futbolista en alcanzar la centena de goles en el marco de las competiciones UEFA, además de establecer un nuevo registro anotador en una fase de grupos con once goles y firmar su quinta distinción de máximo anotador —igualando a Lionel Messi, quien ostenta el mejor cociente anotador por partido en su nuevo formato—, destacando que desde 2008 dicha distinción ha recaído en ellos, bien al Real Madrid o al Barcelona. Junto a madridistas y barcelonistas destacó deportivamente el también mencionado Bayern, ocupando entre los tres dieciocho de los treinta y dos puestos de semifinales desde que se instauró el formato actual de la competición, y en los que alguno de los tres han logrado comparecer en alguna de las ocho finales disputadas desde entonces y lograr seis títulos entre los tres que hizo patente la idea de dichos clubes por formar una nueva Superliga, que, sin embargo, palió la UEFA con una nueva reestructuración.

#### Nueva reforma y la influencia de la ECA
Desde que la ya mencionada Asociación de Clubes Europeos (ECA) en su primigenia organismo de G-14 contemplase la posibilidad a inicios de los años 2000 de que sus grandes clubes liderasen una disgregación para formar una Liga Europea privada o Superliga Europea que aglutinase a los considerados mejores clubes del continente, se introdujeron en constantes conversaciones con la UEFA para buscar un futuro común favorable a todas las partes. Si bien es cierto que dicha iniciativa no necesitaría de la UEFA para su concepción, ambas partes consideran que una colaboración conjunta es lo más estable para beneficio de todos, estamentos y clubes, sin que peligren subsistencias en demasía. Las discrepancias llegaron incluso al entorno FIFA, y a fecha de 2006 estuvieron cerca de continuar sus caminos fuera de su estructura.
Desde entonces la UEFA encaminó muchas de sus reformas tomando en consideración las peticiones o necesidades de la ECA, como la de que las grandes ligas tengan más equipos participando en la competición —aceptado e instaurado por la UEFA en la competición en sus últimas remodelaciones— así como reconsiderar criterios de repartos o sus influencias en los ingresos televisivos por citar algunas. Sin embargo, algunas de ellas como el Fair-Play Financiero o el Market Pool siguen siendo objeto de debate entre ambos organismos. Por eso ambos firmaron un acuerdo trienial en vigor entre las temporadas 2018 y 2021 en el que la competición sufrirá su mayor remodelación en favor de estos grandes clubes y que parece encaminar a la reestructuración definitiva de las competiciones europeas, hasta la entrada en vigor de la nueva competición.

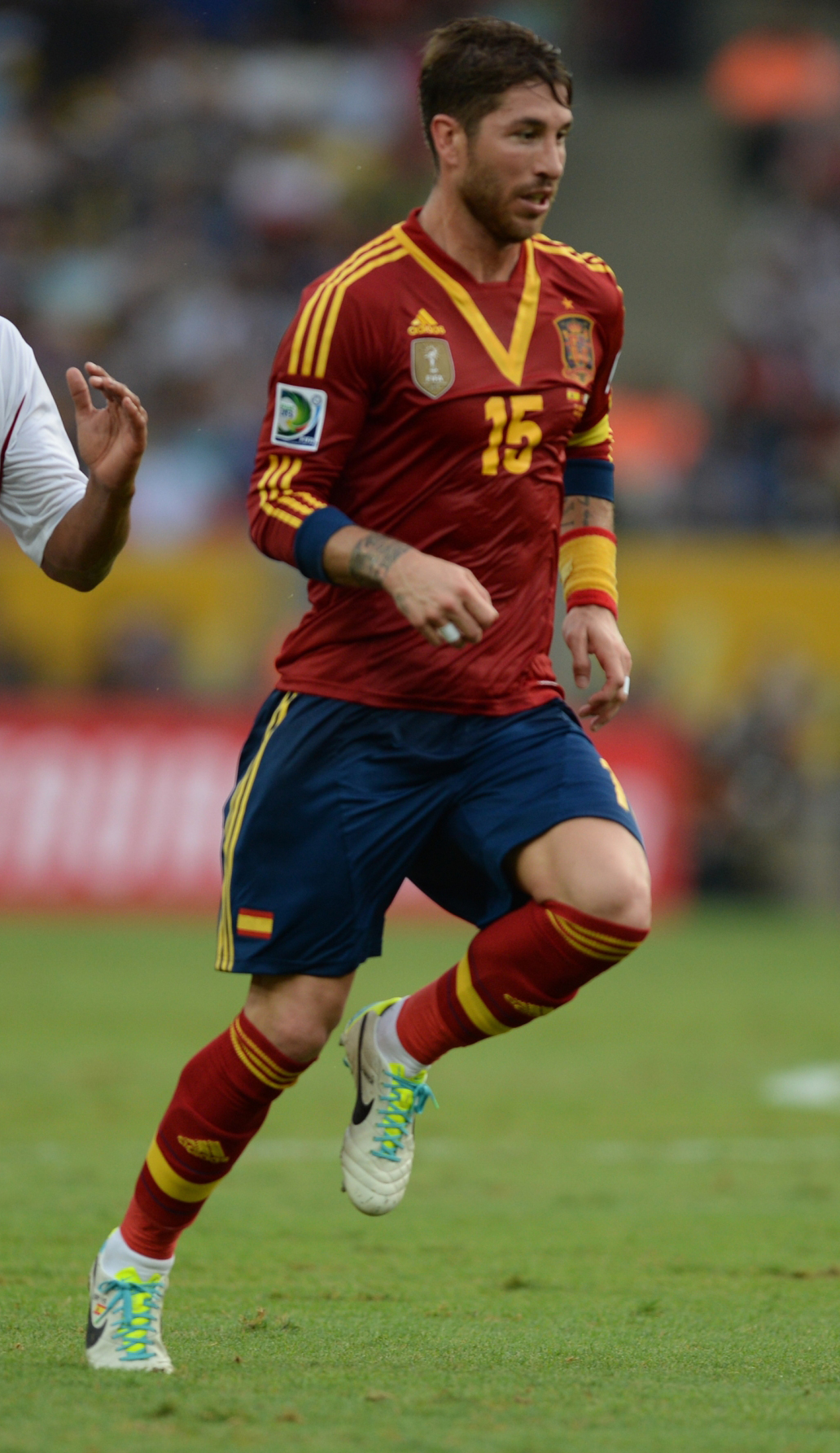
Sergio Ramos, capitán de tres títulos consecutivos, igualando a Beckenbauer.

En cuanto a lo deportivo, la primera temporada tras firmar dicho acuerdo dejó nuevamente a los grandes equipos como los referentes en la competición. De los 78 equipos implicados desde las fases de clasificación, y hasta los 16 de la fase final eliminatoria, únicamente el Monaco, el Benfica, el Porto y el Leicester City no se encuentran dentro de los considerados grandes por la ECA que pudieran conformar la nueva competición, pero sí son todos miembros de dicho organismo. Cuatro conjuntos españoles, tres alemanes, dos italianos, dos ingleses y uno francés para un total de 12 se encuentran dentro de los que lideran dicha disgregación, y desde 2004 alguno de ellos ha resultado campeón de la Liga de Campeones.
En la final de la edición 2016-17, de nuevo se proclamó vencedor el Real Madrid tras vencer a la Juventus por 4-1 en la que fue su segunda final consecutiva, tercera final en cuatro años, siendo el quinto equipo que jugaba una final como vigente campeón bajo el actual formato. Supuso el duodécimo título global para «los blancos» y consiguió ser el primer equipo en revalidar el título en la nueva competición —algo que ya logró bajo su denominación de Copa de Europa—, y fue su tercer título en cuatro años, un registro no visto desde los años setenta. En lo individual, el portugués Cristiano Ronaldo se proclamó máximo anotador de la competición por quinto año consecutivo, elevando su cifra goleadora en la competición más allá de la centena de goles, para ser el primer futbolista en lograrlo.
Lejos de una mayor competitividad, accedieron a los cuartos de final de la edición 2017-18 ocho equipos pertenecientes a las «cuatro grandes ligas», hecho producido por primera vez en la competición. Entre ellos sumaban un total de 29 campeonatos, y un total de 126 presencias en la citada ronda, lo que acrecentó en medida la idea de conformar la Superliga Europea para 2021, si bien se paralizó a expensas del trienio 2018-21. Fueron finalmente el Real Madrid C. F. y el Liverpool F. C. quienes accedieron a la final de Kiev, con la que los madrileños se convirtieron en el conjunto con más finales disputadas bajo el antiguo y nuevo formato de competición, al mismo tiempo que se reeditaba la final de 1981. El triunfo de los madrileños les colocó como el primer club en lograr tres campeonatos consecutivos desde que lo hiciera el F. C. Bayern en los años 1970, completando un lustro completo de victorias españolas en la competición (2014–18).
Al año siguiente el club inglés logró proclamarse vencedor tras catorce años sin lograrlo al vencer a sus compatriotas del Tottenham Hotspur Football Club, quienes jugaban su primera final de la competición. Con su sexto título «los reds» se situaron como el tercer club más laureado, a solo uno de alcanzar a la A. C. Milan, quien sumaba cinco ediciones consecutivas de ausencia en la competición.
Fue el preludio de nuevas conversaciones y negociaciones acerca de la reestructuración del torneo, prevista para 2021, pero que podría retrasarse hasta 2024 debido a la gran controversia que suscita entre clubes y organizaciones. Alentado por algunos de los más influyentes clubes de la ECA bajo el amparo UEFA encontró, sin embargo, rechazo por clubes y algunos de los organismos nacionales de liga como el español, el inglés y el francés, alegando que podría desestabilizar las competiciones locales. Un sistema de ascensos y descensos entre Liga de Campeones y Liga Europa, su disputa en fin de semana, o ampliar en cuatro partidos el torneo mediante una nueva reestructuración que afectaría a la fase de grupos o los octavos de final son algunas de las cuestiones planteadas más controvertidas.
En esa tónica y acentuando los acontecimientos recientes, para la temporada 2019-20 se estableció el mayor registro goleador de la fase de grupos con 308 goles anotados en 96 partidos disputados, mientras que por primera vez en la historia de la Liga de Campeones todos los integrantes de los octavos de final pertenecían a las cinco grandes ligas del territorio: España, Inglaterra, Italia, Alemania y Francia. La disputa de la citada eliminatoria coincidió con un brote del coronavirus-2 del síndrome respiratorio agudo grave, una pandemia global vírica que llegó a Europa desde Asia. A medida que diferentes países del continente fueron registrando casos de contagio y fallecimientos, los organismos deportivos comenzaron a tomar medidas preventivas y algunos de esos partidos fueron disputados a puerta cerrada (sin público), y otros fueron cancelados, para frenar su avance. Pese a ello no cesó la preocupación ni los contagios, y se dieron casos en futbolistas y directivos de diversos clubes por lo que la UEFA estudió la posibilidad de cancelar las competiciones como ya hicieran la NBA o la Euroliga, por citar dos ejemplos de magnitud similar. Finalmente el 12 de marzo confirmó que tanto la Liga de Campeones como la Liga Europa eran suspendidas a la espera de nuevos acontecimientos, y citó a sus 55 miembros federativos a una reunión por videoconferencia para decidir el futuro. Tras dicha reunión se pospuso la Eurocopa de 2020 al año siguiente en previsión de liberar el calendario y que las competiciones paralizadas pudieran finalizarse llegado el caso. Así se fijó la reanudación de la Liga de Campeones para el mes de agosto, con un formato a partir de cuartos de final a partido único en una misma sede, Lisboa. Tras la disputa de los encuentros, dos equipos franceses —por primera vez en la historia del torneo, y tras no haber reanudado sus competiciones domésticas por la pandemia— y dos alemanes —los primeros en concluir su campeonato local tras la pandemia— clasificaron para las semifinales, pudiendo tres de los cuatro equipos clasificados resultar campeones por primera vez. Pese a la citada oportunidad fue finalmente el F. C. Bayern quien venció al Paris Saint-Germain F. C. e igualó así los seis títulos del Liverpool F. C., como terceros clubes más laureados. Lo logró además con un pleno de victorias, primer club en lograr la hazaña. Por el contrario, los clubes franceses no aprovecharon la oportunidad de proclamarse vencedores y de interrumpir la racha de las consideradas «cuatro grandes ligas» en el palmarés. F. C. Porto, en 2004, y Olympique de Marsella en 1993 se mantuvieron un año más como las últimas ocasiones en romper dichas tendencias.

### El fracaso del control financiero y el trasfondo de la Superliga (desde 2021)
Con el trasfondo latente de una superliga europea, las discrepancias de la UEFA con numerosos clubes dieron finalmente con la instauración de La Superliga, una asociación de algunos de los clubes más influyentes de Europa como contraprestación a decisiones tomadas por el organismo europeo que creían en perjuicio del devenir de la competición y del fútbol en general. Así, Real Madrid Club de Fútbol, Fútbol Club Barcelona, Club Atlético de Madrid, Associazione Calcio Milan, Football Club Internazionale Milano, Juventus Football Club, Liverpool Football Club, Chelsea Football Club, Manchester United Football Club, Arsenal Football Club, Manchester City Football Club y Tottenham Hotspur Football Club anunciaron su instauración. Una precipitada decisión, quizá como medida para instar a conversaciones con la UEFA, que produjo un rechazo desde distintos organismos que amenazaron incluso con la expulsión de sus ligas nacionales y de las competencias internacionales a los clubes implicados, incluyendo las competencias de selecciones, algo prohibido a instancias judiciales. En caso de que algún organismo tomara medidas contra alguno de dichos equipos, incurriría en un delito judicial, mientras el caso fue elevado al Tribunal de Justicia de la Unión Europea. Pese a las advertencias desde los tribunales, la UEFA no acató las órdenes anunciadas y continuó sus presiones ante los clubes, llegando incluso a sancionarlos económicamente. A tenor de los hechos —entre los que se incluyeron manifestaciones de protesta de aficionados—, la casi totalidad de los clubes decidió disculparse ante la UEFA y acató sus decisiones y multas. Incurriendo en el posible desacato y prácticas de monopolio, algo no permitido en Europa según el tratado de la constitución europea, regulado por su comisión, su presidente Aleksander Čeferin cargó iras contra los clubes «supervivientes», Real Madrid, F. C. Barcelona y Juventus de Turín. Cabe resaltar, que pese a ser los únicos tres clubes que permanecen activos con el proyecto, ninguno de los otros ha desertado a efectos legales, ya que en su día firmaron un contrato vinculante con altas cláusulas de penalización. Pese a velar por los intereses de los clubes españoles, por citar un ejemplo, LaLiga atacó a estos clubes, chocando con su posición de estamento amparador, en lo que parece ser una disputa con un trasfondo mayor en el mundo del fútbol, aunque sí indicó que eran necesarios cambios en el panorama actual.
Dicho panorama se amplía y/o agrava con la controvertida Copa Mundial de 2022 con sede en Catar, y con el Fair-Play Financiero. Un entramado en el que el país asiático es el originario de Nasser Al-Khelaïfi, presidente de Bein Sports y quien tiene los derechos de retransmisión del evento mundialista y de la Liga de Campeones hasta 2024, y fue nombrado por Ceferino como nuevo presidente de la Asociación de Clubes Europeos y hombre de confianza. Es además, presidente del Paris Saint-Germain Football Club por medio de un fondo de inversión catarí, y uno de los denominados como «clubes estado» que cuentan con inyecciones económicas ajenas —al igual que el Manchester City Football Club—. Precisamente estos dos clubes fueron salvaguardados por la UEFA cuando había claras evidencias de dopaje financiero, y les permitió continuar disputando competiciones europeas en contra de lo establecido por la normativa. Ceferin incluso fue más allá al asegurar una reforma del control financiero que incluso será más benévola con esos «clubes estado», y las críticas no tardaron en aparecer, como las fuertes acusaciones realizadas en noviembre por Uli Hoeneß (expresidente del Bayern de Múnich).
En medio de esa guerra abierta, arrancó nuevamente la competición con presencia de la mayoría de clubes históricos del torneo. En la primera jornada de la fase de grupos Cristiano Ronaldo —de vuelta en Mánchester— igualó a Iker Casillas como el jugador con más encuentros disputados y estableció después la nueva marca en 187. El 3 de noviembre de 2021 el Real Madrid Club de Fútbol alcanzó los mil goles en el torneo, autoría de Karim Benzema, el primer club en lograrlo. Los madrileños alcanzaron la cifra tras disputar 455 partidos —a una media de 2.2 goles por encuentro— en 52 ediciones disputadas, y enfrentarse a 108 rivales distintos, el Fußball-Club Bayern ha sido a quien más goles marcó: 41, debido principalmente a que es el encuentro más repetido en la historia de la competición y por el que es conocido como «el clásico europeo».
El sorteo de la fase eliminatoria fue histórico, y calificado por la prensa internacional como «chapucero» y «vergonzoso» en relación con su repercusión y supuesto reconocimiento. Fue la primera vez que hubo que repetirlo en su historia, tras haberse concluido y presentado los emparejamientos, debido a un insólito error de la UEFA en su confección por el que diversas bolas fueron equivocadas a la hora de agregarlas a los bombos de elección, dando pues erróneas premisas. Horas después el organismo continental declaró «nulo» el sorteo, y lo repitió en su totalidad alegando un «problema técnico con el software de un proveedor de servicios externo».
Al tiempo, el organismo firmó con la empresa financiera estadounidense Citigroup para financiar a los clubes europeos, muy afectados por la crisis y cuyas pérdidas estima la UEFA en nueve mil millones de euros, reafirmando así pese a sus negativas la versión que dieron de la realidad vigente los clubes adscritos a la Superliga. A falta de concretar el acuerdo y el paquete de financiación en marzo, y que pudiera alcanzar los 7000 millones, el proyecto implica una deuda que se garantizaría con los derechos de transmisión del torneo, es decir, hipoteca para los clubes por sus ganancias televisivas, similar a otros acuerdos como el adoptado por el fondo de capital riesgo CVC Capital Partners con la liga española —hipotecada hasta 2071—, algo que en su día rechazaron Italia y Alemania.

## Sistema de competición
Para un completo detalle de los clubes participantes y el formato de la competición véase Formato y clubes participantes en la Liga de Campeones de la UEFA

### Participantes y formato

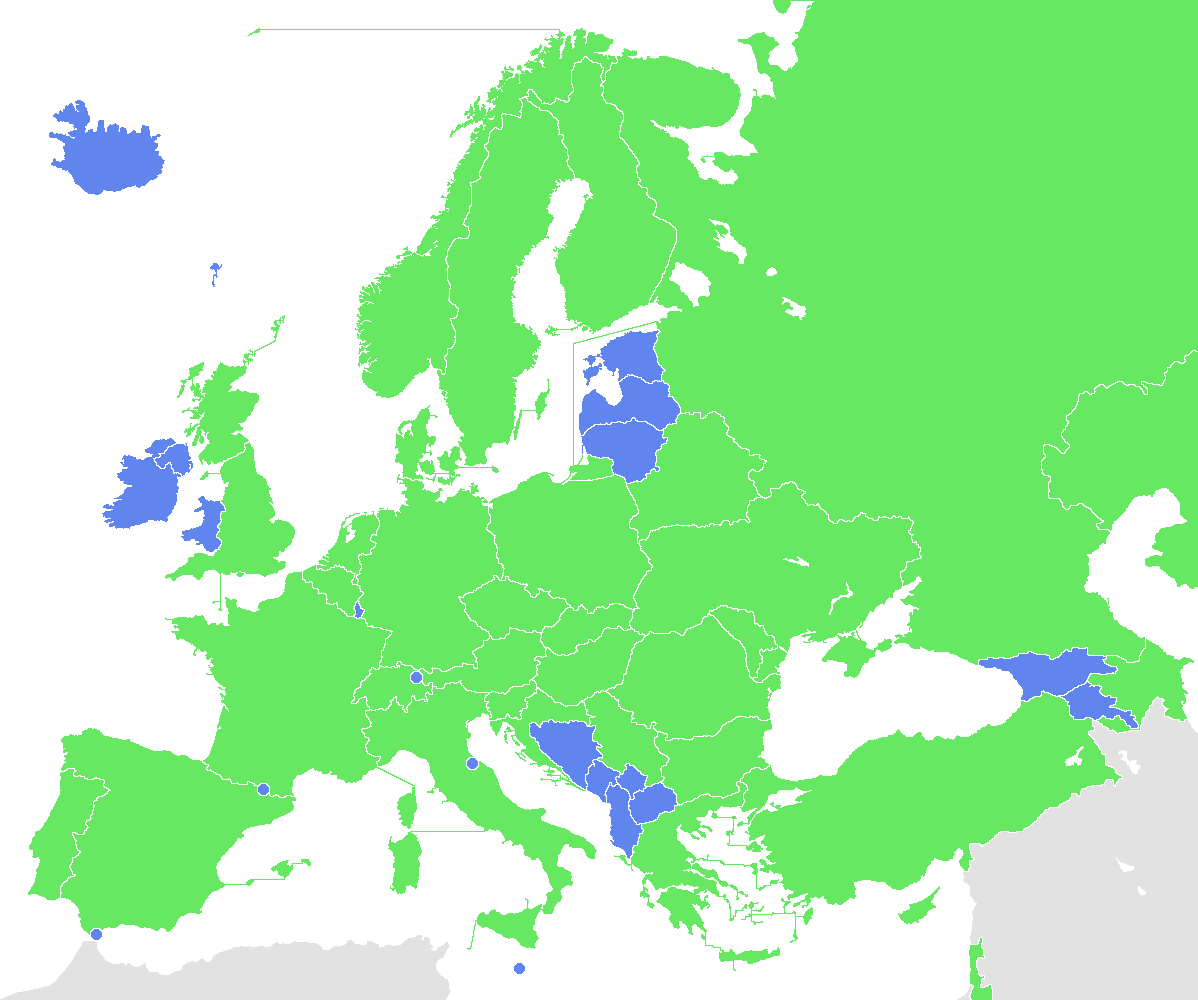
Mapa de países de la UEFA cuyos equipos han participado en la fase final del torneo.
País con participación.
País sin participación.
País no miembro de la UEFA.

Desde que el torneo surgiese en 1955 con dieciséis participantes invitados, un total de 536 equipos distintos han participado en ella. A partir de la segunda edición, fue la clasificación final en el sistema de ligas europeas el que dio acceso a disputar la competición, pasando entonces a veintidós participantes, los campeones de cada país o región más el vigente campeón. Si bien era desde un principio el sistema elegido para los participantes, la poca aceptación que tuvo entre los clubes su primera edición provocó que estos acudieran por la citada invitación. Dicho número fue aumentando hasta los ochenta y cinco que participan en la última edición de 2014-15, de los cuales treinta y dos pasan a disputar su fase final. Fue en 1997 cuando los subcampeones nacionales accedieron también al torneo por primera vez, y en 1999 hasta el cuarto clasificado teniendo en cuenta el coeficiente UEFA.
Desde la temporada 1999-2000 hasta la 2023-24 participaron 32 equipos en la competición, que se organizaban en una primera ronda que se juega en forma de liguilla. Había ocho grupos con cuatro equipos en cada grupo (por regla de la UEFA, no podía haber dos equipos de un mismo país en un solo grupo). Los equipos de los grupos se enfrentaban entre sí a ida y vuelta y los dos primeros clasificados pasaban a la siguiente ronda, los octavos de final; el tercero de cada grupo pasaría a los dieciseisavos de la Liga Europa de la UEFA.
En el sorteo de la primera ronda, además, se establecen los calendarios de la misma de modo que dos equipos de un mismo país no jueguen ambos en casa o ambos fuera en la misma jornada (o en caso de que un país tuviera tres o cuatro equipos, para que dos equipos de ese mismo país no jugasen ambos en casa o fuera el mismo día, si se tiene en cuenta que cada jornada se disputa entre el martes y el miércoles de una misma semana). Tampoco se permite que se disputen partidos de Liga de Campeones de la UEFA a la vez en campos situados a menos de 200 km de distancia. Esta norma tiene una excepción referente a los equipos rusos (negociada por la extinta Unión Soviética y que se mantiene en la actualidad), por la que, debido las bajas temperaturas que registra este país en invierno se establece que en la última jornada de la primera ronda no se jueguen partidos allí. Paradójicamente, esta norma no es aplicable a otras repúblicas exsoviéticas como Ucrania, Estonia o Bielorrusia, entre otras.
Una de las características tradicionales del torneo hasta 2018 fue que todos sus partidos se disputaban en martes o miércoles a las 20:45 horas (hora de Europa Central) en simultáneo, con excepción de la final y los países de Europa del Este o Eurasia. A partir de entonces, manteniendo martes y miércoles como fechas de partido, los horarios se dividieron en las 18:55 y las 21:00 horas (hora de Europa Central).
En los octavos de final hay 16 equipos que se enfrentan de forma eliminatoria. Cada equipo se enfrentará con otro a doble partido y el vencedor pasará a cuartos de final, en los que quedarán 8 equipos enfrentándose de nuevo de forma eliminatoria. En las semifinales hay 4 equipos. Habrá dos partidos y el vencedor de cada partido llegará a la final. La final es el único enfrentamiento que se juega a un solo partido y en un campo neutral elegido por la UEFA antes del inicio de la competición.
Tradicionalmente, el torneo siempre ha permitido al campeón vigente la defensa del título sin ser campeón de liga. Tras la reestructuración y ampliación del número de participantes de las ligas más fuertes, la UEFA reguló este tipo de situaciones. Otorgando al campeón el privilegio de ser primer cabeza de serie en los sorteos, así como el acceso directo a la fase de grupos. Y dejando en manos de las asociaciones nacionales la posibilidad de enviar al campeón vigente, pero en detrimento del último clasificado en puestos de acceso a la misma y siempre previa solicitud a la UEFA por parte de la asociación. Es el caso del Real Zaragoza y el Real Madrid Club de Fútbol, cuarto y quinto respectivamente en la temporada 1999-2000. O del Everton Football Club y el Liverpool Football Club en la temporada 2004-05, en idéntica situación.
Desde 2018, bajo una nueva reestructuración impulsada por los propios clubes, las cuatro mejores federaciones contaron con cuatro equipos clasificados directamente a la fase de grupos, junto a los dos mejores de las dos siguientes. Completaron los cupos directos los campeones de las federaciones con mejor ranking del séptimo al décimo lugar. Por otra parte, continuó el sistema de clasificación previo de dos rutas, atendiendo a las clasificaciones en el torneo doméstico, y se mantuvo el tope de un máximo de cinco clubes del mismo país a participar, añadiendo el posible campeón vigente.
En la edición 2021-22 se suprimió el criterio de desempate de «mayor número de goles marcados en campo contrario» para las fases de eliminación directa.
A partir de la temporada 2024-25, la UEFA cambió el formato de sus 3 competiciones de clubes, abandonando la fase de grupos y adoptando una fase de liga. Junto con este cambio, el número de equipos participantes se incrementó de 32 a 36 equipos. Los equipos ya no se dividen en grupos de 4 equipos cada uno, sino que se clasifican en una tabla única. Cada equipo juega 8 partidos contra 8 oponentes diferentes. Para el sorteo de la fase de liga, los equipos se dividen en 4 bombos de clasificación de acuerdo con su coeficiente UEFA. Cada equipo jugará contra dos equipos de cada bombo, uno de visitante y otro de local.
Después de la fase de liga, se juega una fase eliminatoria a doble partido. Los equipos clasificados entre los 8 primeros en la fase de liga se clasificarán automáticamente para los octavos de final como cabezas de serie, mientras que los equipos que terminen entre el 9.º y el 24.º puesto participarán en el playoff que determinará los 8 equipos que participarán en el sorteo de octavos de final como equipos no cabezas de serie. Los equipos por debajo del 25.º puesto quedan eliminados de la competición y del fútbol europeo en general, ya que no hay más clasificaciones para la Europa League en esta fase.
Después de los octavos de final, la competición sigue el formato tradicional de eliminatorias con cuartos de final, semifinales (ambas a doble partido) y, a continuación, la gran final (en una sede neutral elegida previamente).
| Evolución de formato y participantes | Evolución de formato y participantes | Evolución de formato y participantes | Evolución de formato y participantes                                         | Evolución de formato y participantes                | Evolución de formato y participantes                                          | Evolución de formato y participantes | Evolución de formato y participantes | Evolución de formato y participantes |
| Temporada                            | Número                               | Número                               | Fase previa                                                                  | Fase de grupos                                      | Fase de liga                                                                  | Fase final | Acceso |                                      |
| Temporada                            | Equip.                               | Feder.                               | Fase previa                                                                  | Fase de grupos                                      | Fase de liga                                                                  | Fase final | Acceso |                                      |
| Copa de Campeones de Europa          | Copa de Campeones de Europa          | Copa de Campeones de Europa          | Copa de Campeones de Europa                                                  | Copa de Campeones de Europa                         | Copa de Campeones de Europa                                                   | Copa de Campeones de Europa | Copa de Campeones de Europa |                                      |
| ------------------------------------ | ------------------------------------ | ------------------------------------ | ---------------------------------------------------------------------------- | --------------------------------------------------- | ----------------------------------------------------------------------------- | --- | --- | ------------------------------------ |
| 1955-56                              | 16                                   | 15                                   | No                                                                           | No                                                  | No                                                                            | Eliminatorias desde octavos de final | Invitación |                                      |
| 1956-57                              | 22                                   | 21                                   | No                                                                           | No                                                  | No                                                                            | Eliminatorias desde octavos de final | Campeones de liga Campeón de la edición anterior |                                      |
| 1957-58                              | 24                                   | 23                                   | Ronda previa                                                                 | No                                                  | No                                                                            | Eliminatorias desde octavos de final | Campeones de liga Campeón de la edición anterior |                                      |
| 1958-59                              | 26                                   | 25                                   | Ronda previa                                                                 | No                                                  | No                                                                            | Eliminatorias desde octavos de final | Campeones de liga Campeón de la edición anterior |                                      |
| 1959-60                              | 26                                   | 25                                   | Ronda previa                                                                 | No                                                  | No                                                                            | Eliminatorias desde octavos de final | Campeones de liga Campeón de la edición anterior |                                      |
| 1960-61                              | 28                                   | 27                                   | Ronda previa                                                                 | No                                                  | No                                                                            | Eliminatorias desde octavos de final | Campeones de liga Campeón de la edición anterior |                                      |
| 1961-62                              | 29                                   | 28                                   | Ronda previa                                                                 | No                                                  | No                                                                            | Eliminatorias desde octavos de final | Campeones de liga Campeón de la edición anterior |                                      |
| 1962-63                              | 30                                   | 29                                   | Ronda previa                                                                 | No                                                  | No                                                                            | Eliminatorias desde octavos de final | Campeones de liga Campeón de la edición anterior |                                      |
| 1963-64                              | 31                                   | 30                                   | Ronda previa                                                                 | No                                                  | No                                                                            | Eliminatorias desde octavos de final | Campeones de liga Campeón de la edición anterior |                                      |
| 1964-65                              | 31                                   | 30                                   | Ronda previa                                                                 | No                                                  | No                                                                            | Eliminatorias desde octavos de final | Campeones de liga Campeón de la edición anterior |                                      |
| 1965-66                              | 31                                   | 31                                   | Ronda previa Primera Ronda                                                   | No                                                  | No                                                                            | Eliminatorias desde cuartos de final | Campeones de liga Campeón de la edición anterior |                                      |
| 1966-67                              | 33                                   | 32                                   | Ronda previa Primera Ronda                                                   | No                                                  | No                                                                            | Eliminatorias desde Dieciseisavos de final | Campeones de liga Campeón de la edición anterior |                                      |
| 1967-68                              | 32                                   | 32                                   | No                                                                           | No                                                  | No                                                                            | Eliminatorias desde Dieciseisavos de final | Campeones de liga Campeón de la edición anterior |                                      |
| 1968-69                              | 32                                   | 32                                   | No                                                                           | No                                                  | No                                                                            | Eliminatorias desde Dieciseisavos de final | Campeones de liga Campeón de la edición anterior |                                      |
| 1969-70                              | 33                                   | 32                                   | Ronda Previa                                                                 | No                                                  | No                                                                            | Eliminatorias desde Dieciseisavos de final | Campeones de liga Campeón de la edición anterior |                                      |
| 1970-71                              | 33                                   | 32                                   | Ronda Previa                                                                 | No                                                  | No                                                                            | Eliminatorias desde Dieciseisavos de final | Campeones de liga Campeón de la edición anterior |                                      |
| 1971-72                              | 33                                   | 32                                   | Ronda Previa                                                                 | No                                                  | No                                                                            | Eliminatorias desde Dieciseisavos de final | Campeones de liga Campeón de la edición anterior |                                      |
| 1972-73                              | 30                                   | 30                                   | No                                                                           | No                                                  | No                                                                            | Eliminatorias desde Dieciseisavos de final | Campeones de liga Campeón de la edición anterior |                                      |
| 1973-74                              | 31                                   | 31                                   | No                                                                           | No                                                  | No                                                                            | Eliminatorias desde Dieciseisavos de final | Campeones de liga Campeón de la edición anterior |                                      |
| 1974-75                              | 30                                   | 30                                   | No                                                                           | No                                                  | No                                                                            | Eliminatorias desde Dieciseisavos de final | Campeones de liga Campeón de la edición anterior |                                      |
| 1975-76                              | 32                                   | 31                                   | No                                                                           | No                                                  | No                                                                            | Eliminatorias desde Dieciseisavos de final | Campeones de liga Campeón de la edición anterior |                                      |
| 1976-77                              | 32                                   | 31                                   | No                                                                           | No                                                  | No                                                                            | Eliminatorias desde Dieciseisavos de final | Campeones de liga Campeón de la edición anterior |                                      |
| 1977-78                              | 31                                   | 31                                   | No                                                                           | No                                                  | No                                                                            | Eliminatorias desde Dieciseisavos de final | Campeones de liga Campeón de la edición anterior |                                      |
| 1978-79                              | 33                                   | 32                                   | Ronda previa                                                                 | No                                                  | No                                                                            | Eliminatorias desde Dieciseisavos de final | Campeones de liga Campeón de la edición anterior |                                      |
| 1979-80                              | 33                                   | 32                                   | Ronda previa                                                                 | No                                                  | No                                                                            | Eliminatorias desde Dieciseisavos de final | Campeones de liga Campeón de la edición anterior |                                      |
| 1980-81                              | 33                                   | 32                                   | Ronda previa                                                                 | No                                                  | No                                                                            | Eliminatorias desde Dieciseisavos de final | Campeones de liga Campeón de la edición anterior |                                      |
| 1981-82                              | 33                                   | 32                                   | Ronda previa                                                                 | No                                                  | No                                                                            | Eliminatorias desde Dieciseisavos de final | Campeones de liga Campeón de la edición anterior |                                      |
| 1982-83                              | 33                                   | 32                                   | Ronda previa                                                                 | No                                                  | No                                                                            | Eliminatorias desde Dieciseisavos de final | Campeones de liga Campeón de la edición anterior |                                      |
| 1983-84                              | 32                                   | 32                                   | No                                                                           | No                                                  | No                                                                            | Eliminatorias desde Dieciseisavos de final | Campeones de liga Campeón de la edición anterior |                                      |
| 1984-85                              | 32                                   | 32                                   | No                                                                           | No                                                  | No                                                                            | Eliminatorias desde Dieciseisavos de final | Campeones de liga Campeón de la edición anterior |                                      |
| 1985-86                              | 31                                   | 30                                   | No                                                                           | No                                                  | No                                                                            | Eliminatorias desde Dieciseisavos de final | Campeones de liga Campeón de la edición anterior |                                      |
| 1986-87                              | 31                                   | 31                                   | No                                                                           | No                                                  | No                                                                            | Eliminatorias desde Dieciseisavos de final | Campeones de liga Campeón de la edición anterior |                                      |
| 1987-88                              | 30                                   | 31                                   | No                                                                           | No                                                  | No                                                                            | Eliminatorias desde Dieciseisavos de final | Campeones de liga Campeón de la edición anterior |                                      |
| 1988-89                              | 31                                   | 31                                   | No                                                                           | No                                                  | No                                                                            | Eliminatorias desde Dieciseisavos de final | Campeones de liga Campeón de la edición anterior |                                      |
| 1989-90                              | 32                                   | 31                                   | No                                                                           | No                                                  | No                                                                            | Eliminatorias desde Dieciseisavos de final | Campeones de liga Campeón de la edición anterior |                                      |
| 1990-91                              | 31                                   | 30                                   | No                                                                           | No                                                  |                                                                               | Eliminatorias desde Dieciseisavos de final | Campeones de liga Campeón de la edición anterior |                                      |
| Liga de Campeones de la UEFA         |                                      |                                      |                                                                              |                                                     |                                                                               | | |                                      |
| 1991-92                              | 32                                   | 32                                   | Dieciseisavos de final Octavos de final                                      | Dos grupos de 4 equipos                             | No                                                                            | Final | Campeones de liga Campeón de la edición anterior |                                      |
| 1992-93                              | 36                                   | 36                                   | Ronda previa Primera ronda Segunda ronda                                     | Dos grupos de 4 equipos                             | No                                                                            | Final | Campeones de liga Campeón de la edición anterior |                                      |
| 1993-94                              | 42                                   | 42                                   | Ronda previa Dieciseisavos de final Octavos de final                         | Dos grupos de 4 equipos                             | No                                                                            | Eliminatorias desde semifinales | Campeones de liga Campeón de la edición anterior |                                      |
| 1994-95                              | 24                                   | 24                                   | Ronda previa                                                                 | Cuatro grupos de 4 equipos                          | No                                                                            | Eliminatorias desde cuartos de final | Campeones de liga Campeón de la edición anterior |                                      |
| 1995-96                              | 24                                   | 24                                   | Ronda previa                                                                 | Cuatro grupos de 4 equipos                          | No                                                                            | Eliminatorias desde cuartos de final | Campeones de liga Campeón de la edición anterior |                                      |
| 1996-97                              | 24                                   | 23                                   | Ronda previa                                                                 | Cuatro grupos de 4 equipos                          | No                                                                            | Eliminatorias desde cuartos de final | Campeones de liga Campeón de la edición anterior |                                      |
| 1997-98                              | 55                                   | 46                                   | Primera ronda Segunda ronda                                                  | Seis grupos de 4 equipos                            | No                                                                            | Eliminatorias desde cuartos de final | Campeones de liga Campeón de la edición anterior Subcampeones de las 8 ligas principales                                                                     |                                      |
| 1998-99                              | 56                                   | 47                                   | Primera ronda Segunda ronda                                                  | Seis grupos de 4 equipos                            | No                                                                            | Eliminatorias desde cuartos de final | Campeones de liga Campeón de la edición anterior Subcampeones de las 8 ligas principales                                                                     |                                      |
| 1999-00                              | 71                                   | 47                                   | Primera ronda Segunda ronda Tercera ronda                                    | Ocho grupos de 4 equipos Cuatro grupos de 4 equipos | No                                                                            | Eliminatorias desde cuartos de final | Campeones de liga Campeón de la edición anterior Otros puestos ligueros según el coeficiente de la liga                                                      |                                      |
| 2000-01                              | 72                                   | 48                                   | Primera ronda Segunda ronda Tercera ronda                                    | Ocho grupos de 4 equipos Cuatro grupos de 4 equipos | No                                                                            | Eliminatorias desde cuartos de final | Campeones de liga Campeón de la edición anterior Otros puestos ligueros según el coeficiente de la liga                                                      |                                      |
| 2001-02                              | 72                                   | 48                                   | Primera ronda Segunda ronda Tercera ronda                                    | Ocho grupos de 4 equipos Cuatro grupos de 4 equipos | No                                                                            | Eliminatorias desde cuartos de final | Campeones de liga Campeón de la edición anterior Otros puestos ligueros según el coeficiente de la liga                                                      |                                      |
| 2002-03                              | 72                                   | 48                                   | Primera ronda Segunda ronda Tercera ronda                                    | Ocho grupos de 4 equipos Cuatro grupos de 4 equipos | No                                                                            | Eliminatorias desde cuartos de final | Campeones de liga Campeón de la edición anterior Otros puestos ligueros según el coeficiente de la liga                                                      |                                      |
| 2003-04                              | 72                                   | 48                                   | Primera ronda Segunda ronda Tercera ronda                                    | Ocho grupos de 4 equipos Cuatro grupos de 4 equipos | No                                                                            | Eliminatorias desde cuartos de final | Campeones de liga Campeón de la edición anterior Otros puestos ligueros según el coeficiente de la liga                                                      |                                      |
| 2004-05                              | 72                                   | 48                                   | Primera ronda Segunda ronda Tercera ronda                                    | Ocho grupos de 4 equipos Cuatro grupos de 4 equipos | No                                                                            | Eliminatorias desde cuartos de final | Campeones de liga Campeón de la edición anterior Otros puestos ligueros según el coeficiente de la liga                                                      |                                      |
| 2005-06                              | 74                                   | 49                                   | Primera ronda Segunda ronda Tercera ronda                                    | Ocho grupos de 4 equipos                            | No                                                                            | Eliminatorias desde octavos de final | Campeones de liga Campeón de la edición anterior Otros puestos ligueros según el coeficiente de la liga                                                      |                                      |
| 2006-07                              | 73                                   | 49                                   | Primera ronda Segunda ronda Tercera ronda                                    | Ocho grupos de 4 equipos                            | No                                                                            | Eliminatorias desde octavos de final | Campeones de liga Campeón de la edición anterior Otros puestos ligueros según el coeficiente de la liga                                                      |                                      |
| 2007-08                              | 76                                   | 52                                   | Primera ronda Segunda ronda Tercera ronda                                    | Ocho grupos de 4 equipos                            | No                                                                            | Eliminatorias desde octavos de final | Campeones de liga Campeón de la edición anterior Otros puestos ligueros según el coeficiente de la liga                                                      |                                      |
| 2008-09                              | 76                                   | 52                                   | Primera ronda Segunda ronda Tercera ronda                                    | Ocho grupos de 4 equipos                            | No                                                                            | Eliminatorias desde octavos de final | Campeones de liga Campeón de la edición anterior Otros puestos ligueros según el coeficiente de la liga                                                      |                                      |
| 2009-10                              | 76                                   | 52                                   | Primera ronda Segunda ronda Tercera ronda Cuarta ronda                       | Ocho grupos de 4 equipos                            | No                                                                            | Eliminatorias desde octavos de final | Campeones de liga Campeón de la edición anterior Otros puestos ligueros según el coeficiente de la liga                                                      |                                      |
| 2010-11                              | 76                                   | 52                                   | Primera ronda Segunda ronda Tercera ronda Cuarta ronda                       | Ocho grupos de 4 equipos                            | No                                                                            | Eliminatorias desde octavos de final | Campeones de liga Campeón de la edición anterior Otros puestos ligueros según el coeficiente de la liga                                                      |                                      |
| 2011-12                              | 76                                   | 52                                   | Primera ronda Segunda ronda Tercera ronda Cuarta ronda                       | Ocho grupos de 4 equipos                            | No                                                                            | Eliminatorias desde octavos de final | Campeones de liga Campeón de la edición anterior Otros puestos ligueros según el coeficiente de la liga                                                      |                                      |
| 2012-13                              | 76                                   | 52                                   | Primera ronda Segunda ronda Tercera ronda Cuarta ronda                       | Ocho grupos de 4 equipos                            | No                                                                            | Eliminatorias desde octavos de final | Campeones de liga Campeón de la edición anterior Otros puestos ligueros según el coeficiente de la liga                                                      |                                      |
| 2013-14                              | 76                                   | 52                                   | Primera ronda Segunda ronda Tercera ronda Cuarta ronda                       | Ocho grupos de 4 equipos                            | No                                                                            | Eliminatorias desde octavos de final | Campeones de liga Campeón de la edición anterior Otros puestos ligueros según el coeficiente de la liga                                                      |                                      |
| 2014-15                              | 78                                   | 53                                   | Primera ronda Segunda ronda Tercera ronda Cuarta ronda                       | Ocho grupos de 4 equipos                            | No                                                                            | Eliminatorias desde octavos de final | Campeones de liga Campeón de la edición anterior Otros puestos ligueros según el coeficiente de la liga                                                      |                                      |
| 2015-16                              | 78                                   | 53                                   | Primera ronda Segunda ronda Tercera ronda Cuarta ronda                       | Ocho grupos de 4 equipos                            | No                                                                            | Eliminatorias desde octavos de final | Campeones de liga Campeón de la edición anterior Otros puestos ligueros según el coeficiente de la liga Campeón de Liga Europa de la UEFA (edición anterior) |                                      |
| 2016-17                              | 78                                   | 53                                   | Primera ronda Segunda ronda Tercera ronda Cuarta ronda                       | Ocho grupos de 4 equipos                            | No                                                                            | Eliminatorias desde octavos de final | Campeones de liga Campeón de la edición anterior Otros puestos ligueros según el coeficiente de la liga Campeón de Liga Europa de la UEFA (edición anterior) |                                      |
| 2017-18                              | 79                                   | 54                                   | Primera ronda Segunda ronda Tercera ronda Cuarta ronda                       | Ocho grupos de 4 equipos                            | No                                                                            | Eliminatorias desde octavos de final | Campeones de liga Campeón de la edición anterior Otros puestos ligueros según el coeficiente de la liga Campeón de Liga Europa de la UEFA (edición anterior) |                                      |
| 2018-19                              | 79                                   | 54                                   | Ronda preliminar Primera ronda Segunda ronda Tercera ronda Ronda de play-off | Ocho grupos de 4 equipos                            | No                                                                            | Eliminatorias desde octavos de final | Campeones de liga Campeón de la edición anterior Otros puestos ligueros según el coeficiente de la liga Campeón de Liga Europa de la UEFA (edición anterior) |                                      |
| 2019-20                              | 79                                   | 54                                   | Ronda preliminar Primera ronda Segunda ronda Tercera ronda Ronda de play-off | Ocho grupos de 4 equipos                            | No                                                                            | Eliminatorias desde octavos de final | Campeones de liga Campeón de la edición anterior Otros puestos ligueros según el coeficiente de la liga Campeón de Liga Europa de la UEFA (edición anterior) |                                      |
| 2020-21                              | 79                                   | 54                                   | Ronda preliminar Primera ronda Segunda ronda Tercera ronda Ronda de play-off | Ocho grupos de 4 equipos                            | No                                                                            | Eliminatorias desde octavos de final | Campeones de liga Campeón de la edición anterior Otros puestos ligueros según el coeficiente de la liga Campeón de Liga Europa de la UEFA (edición anterior) |                                      |
| 2021-22                              | 80                                   | 54                                   | Ronda preliminar Primera ronda Segunda ronda Tercera ronda Ronda de play-off | Ocho grupos de 4 equipos                            | No                                                                            | Eliminatorias desde octavos de final | Campeones de liga Campeón de la edición anterior Otros puestos ligueros según el coeficiente de la liga Campeón de Liga Europa de la UEFA (edición anterior) |                                      |
| 2022-23                              | 80                                   | 54                                   | Ronda preliminar Primera ronda Segunda ronda Tercera ronda Ronda de play-off | Ocho grupos de 4 equipos                            | No                                                                            | Eliminatorias desde octavos de final | Campeones de liga Campeón de la edición anterior Otros puestos ligueros según el coeficiente de la liga Campeón de Liga Europa de la UEFA (edición anterior) |                                      |
| 2023-24                              | 80                                   | 54                                   | Ronda preliminar Primera ronda Segunda ronda Tercera ronda Ronda de play-off | Ocho grupos de 4 equipos                            | No                                                                            | Eliminatorias desde octavos de final | Campeones de liga Campeón de la edición anterior Otros puestos ligueros según el coeficiente de la liga Campeón de Liga Europa de la UEFA (edición anterior) |                                      |
| 2024-25                              | 84                                   | 54                                   | Ronda preliminar Primera ronda Segunda ronda Tercera ronda Ronda de play-off | No                                                  | Cada equipo participante disputa ocho partidos contra ocho rivales distintos. | Eliminatorias desde la fase de playoffs entre el puesto 9 y el 24 de la tabla final de la fase de liga para definir los otros ocho equipos que disputarán los octavos de final. | Campeones de liga Campeón de la edición anterior Otros puestos ligueros según el coeficiente de la liga Campeón de Liga Europa de la UEFA (edición anterior) |                                      |

### Inscripción de equipos
Para su participación, a expensas de haber obtenido previamente la clasificación por méritos deportivos, cada club debe cumplir ciertos requisitos recogidos en el artículo 43 de las bases del torneo. Deben enviar a sus respectivas federaciones dos listas de jugadores («A» y «B») que conformarán su plantilla de jugadores válidos para disputar partidos de la competición. Dichos listados, que incluyen los dorsales a utilizar por cada futbolista, son verificadas, validadas y enviadas a la UEFA, quien da su validez final.
La lista «A» está conformada por un máximo de 25 jugadores, dos de los cuales tienen que ser porteros, y que generalmente suele ser la misma formación oficial del club en su competición local. Entre ellos hay un mínimo de ocho plazas reservadas exclusivamente para jugadores formados localmente, esto es, en la cantera del club. Si tiene menos de ocho jugadores formados a nivel local en su equipo, el número máximo de jugadores de la lista «A» se reducirá de forma acorde. Para que un jugador sea considerado de formación debe haber militado en cualquiera de los equipos del club entre los 15 y los 21 años, o bien haberlo hecho en otro club de su mismo país.
Si un club no puede contar con al menos dos porteros inscritos en su lista «A» por lesiones de larga duración o enfermedades (de al menos 30 días de convalecencia), un club puede temporalmente remplazarlo en cualquier momento de la temporada.
En la lista «B» están inscritos los nacidos el 1 de enero de 1995 o después, siempre y cuando sean elegibles para jugar con el club en cuestión durante un periodo ininterrumpido de dos años desde su 15.º cumpleaños (los jugadores de 16 años se pueden registrar si han estado en el club en los dos años previos). Los clubes pueden inscribir un número ilimitado de jugadores en la lista «B» durante la temporada, pero la lista tiene que ser enviada no más tarde de las 24:00 HEC del día previo a un partido.
Los clubes pueden cambiar sus equipos durante la temporada siempre y cuando pasen a la fase final eliminatoria, los octavos de final y notificándolo antes de dicha fecha. Pueden inscribir hasta un máximo de tres jugadores nuevos, y en cualquier caso el límite de 25 jugadores en la lista «A» se mantiene. Dichos jugadores podían haber jugado la fase de clasificación de la Liga de Campeones o la Liga Europa previamente, pero solo uno de ellos puede haber jugado la fase de grupos de la Liga Europa; mientras que ninguno del plantel podían representar a dos clubes de la Liga de Campeones desde la fase de grupos en adelante, circunstancia que fue revocada para la temporada 2019-20 no habiendo restricciones de ningún tipo, en consonancia con los campeonatos locales y para no imponer trabas a los traspasos del mercado invernal.

### Trofeo y emblemas de campeón

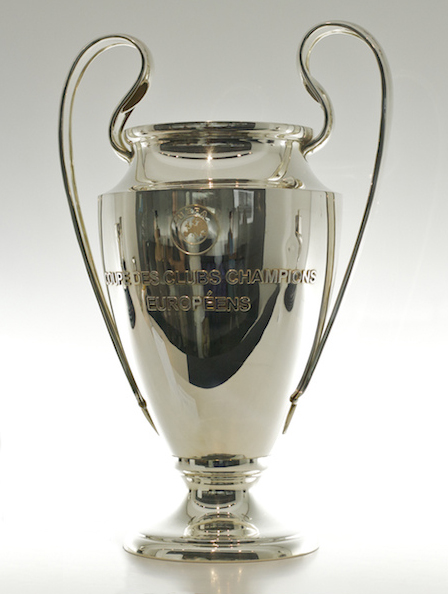
Actual trofeo, vigente desde la edición 1966-67.

La copa que es entregada al ganador del torneo ha tenido dos diseños diferentes a lo largo de la historia. La primera versión de la copa fue entregada desde la primera temporada (1955-1956) hasta la temporada 1965-1966. En marzo de 1967, el Comité Ejecutivo de la UEFA autorizó al Real Madrid C. F. a quedarse en propiedad con este primer trofeo que fue donado por el diario L'Équipe en los orígenes de la competición al ser el equipo más laureado hasta la fecha. Por aquel entonces los madrileños eran además los vigentes campeones, tras ganar su sexto campeonato y sumarlo a los cinco primeros logrados de manera consecutiva.
A partir de la temporada 1966-67 el trofeo fue sustituido por una copa de plata diseñada por el suizo Jörg Stadelmann de 74 centímetros de altura y 8 kilos de peso. Este modelo es popularmente conocido como «la orejona» en España e Hispanoamérica debido a las grandes asas que posee. En la temporada 1968-69 se introdujo una nueva regla: todo equipo que se proclamase campeón del torneo tres veces seguidas o cinco alternas, se adjudicaría en propiedad el trofeo iniciándose a continuación un nuevo ciclo con un nuevo trofeo de mismo diseño.
Dicha norma se mantuvo vigente hasta la temporada 2007-08, en donde los equipos que se proclamaban campeones sin lograr completar el ciclo debían devolver el trofeo dos meses antes de la final del año siguiente, entregándoseles a cambio una réplica a escala menor. Desde la temporada 2008-09 la UEFA es la propietaria ad eternum del trofeo y entrega una réplica exacta al campeón —no otorgándose nunca más el trofeo auténtico en propiedad— además de un distintivo especial de reconocimiento.
A continuación se detallan los únicos cinco clubes que poseen el trofeo auténtico en sus vitrinas atendiendo al orden cronológico de su obtención:
- Real Madrid Club de Fútbol (tras ganar las ediciones de 1956, 1957, 1958, 1959, 1960 y 1966: 5 seguidas y 1 alterna).[n. 18][171]
- Amsterdamsche Football Club Ajax (tras ganar las ediciones de 1971, 1972 y 1973: 3 seguidas).
- Fußball-Club Bayern (tras ganar las ediciones de 1974, 1975 y 1976: 3 seguidas).
- Associazione Calcio Milan (tras ganar las ediciones de 1963, 1969, 1989, 1990 y 1994: 5 alternas).
- Liverpool Football Club (tras ganar las ediciones de 1977, 1978, 1981, 1984 y 2005: 5 alternas).

#### Emblemas de campeones
Desde el comienzo de la temporada 2000-01, seis clubes tienen derecho a portar en la manga izquierda de la camiseta la insignia de campeón múltiple (en inglés, múltiple-winner badge). Para poder obtenerla dichos equipos deben ganar tres trofeos consecutivos o en su defecto cinco alternos, el diseño establecido en 2021 toma la base del parche de competición regular, la starball, y agrega el número de títulos en color blanco en el centro.
A diferencia de la antigua norma de obtención del trofeo en propiedad, la cuenta para recibir el distintivo no vuelve a comenzar cuando un equipo logra alguno de dichos ciclos, sino que se mantiene.

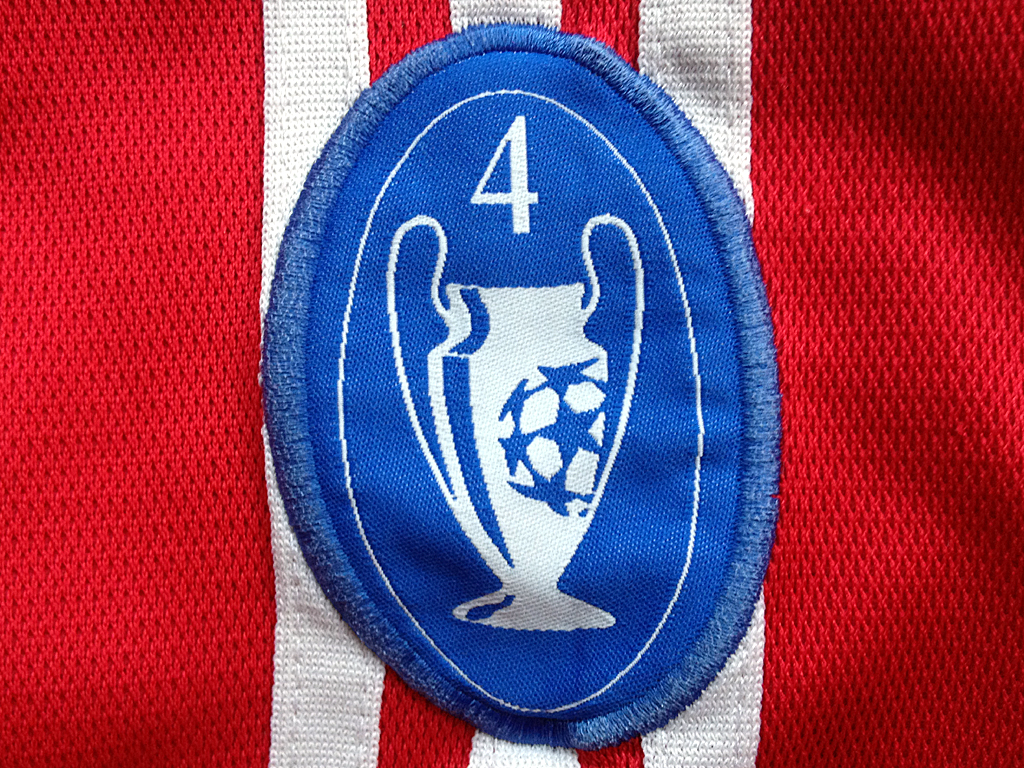
Antiguo parche de campeón múltiple.

Cuatro clubes recibieron el emblema automáticamente en el año 2000 por los logros cosechados hasta entonces:
- Real Madrid Club de Fútbol (emblema de 8 copas tras ganar las ediciones de 1956, 1957, 1958, 1959, 1960, 1966, 1998, 2000; agregándose posteriormente 7 más para portar un emblema de 15 copas tras las ediciones de 2002, 2014, 2016, 2017, 2018, 2022 y 2024).[171]
- Associazione Calcio Milan (emblema de 5 copas tras ganar las ediciones de 1963, 1969, 1989, 1990 y 1994; agregándose posteriormente 2 más para portar un emblema de 7 copas tras las ediciones de 2003 y 2007).
- Amsterdamsche Football Club Ajax (emblema de 4 copas tras ganar las ediciones de 1971, 1972, 1973 y 1995).
- Fußball-Club Bayern (emblema de 3 copas tras ganar las ediciones de 1974, 1975 y 1976; agregándose 3 más para portar un emblema de 6 copas tras las ediciones de 2001, 2013 y 2020).

Posteriormente, otros dos clubes obtuvieron el derecho a portar el emblema:
- Liverpool Football Club (emblema de 5 copas tras ganar las ediciones de 1977, 1978, 1981, 1984 y 2005; agregándose posteriormente 1 más para portar un emblema de 6 copas tras la edición de 2019).
- Fútbol Club Barcelona (emblema de 5 copas tras ganar las ediciones de 1992, 2006, 2009, 2011 y 2015).

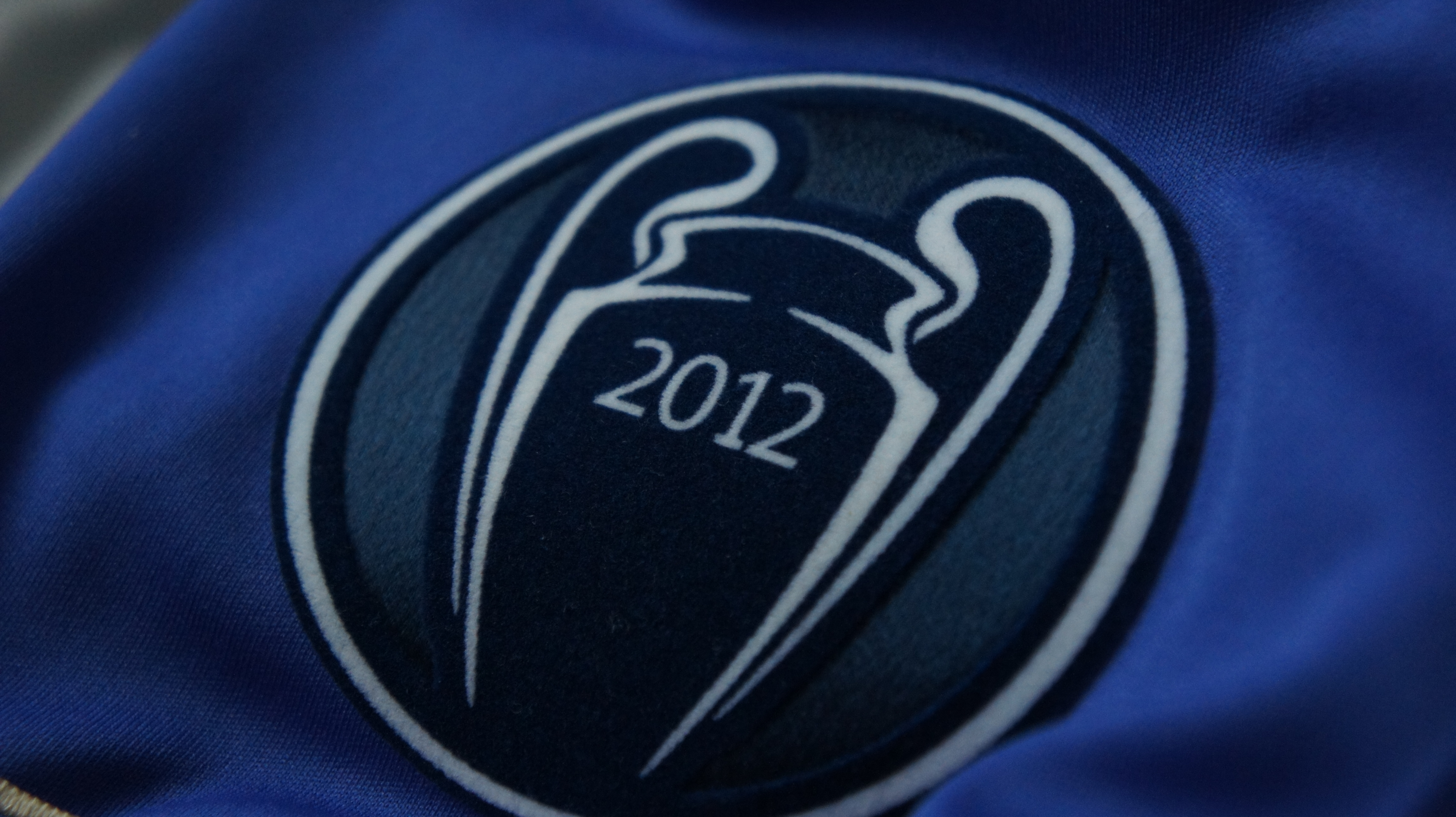
Emblema de campeón vigente.

En la temporada 2004-05 se instauró que el equipo campeón, en lugar del parche regular que usa el resto de equipos participantes, lleve en la manga derecha un parche especial alusivo a la gesta del título logrado; el primer equipo en portarlo fue el F. C. Porto con el parche alusivo a la temporada 2003-04, siendo su primer diseño un círculo de color azul con dos estrellas blancas en el margen superior izquierdo y el año del título en el centro, también en color blanco.
La segunda versión del parche se utilizó solamente en la temporada 2009-10, consistía de un círculo azul con la silueta del trofeo y la palabra «CHAMPIONS» abajo de ella en color blanco. El único equipo en utilizarlo fue el F. C. Barcelona.
El parche tuvo un rediseño en la temporada 2010-11 siendo el Inter de Milán el primer equipo en usarlo, el nuevo diseño consistía en un círculo de color azul con tres estrellas blancas en el margen inferior derecho y el año del título ubicado en el centro en blanco.
El actual diseño se utiliza desde el inicio de la temporada 2012-13, consiste de un círculo azul con la silueta del trofeo y el año en color blanco, siendo Chelsea F. C. el primero en portarlo. En 2021 hubo un leve cambio, a partir de esa temporada se quitó el año del título, quedando solamente la silueta del trofeo. Este diseño lo usaron Chelsea Football Club en dos oportunidades (2012 y 2021), Fußball-Club Bayern en dos ocasiones (2013 y 2020), Real Madrid Club de Fútbol, en cinco ocasiones (2014, 2016, 2017, 2018 y 2022), Fútbol Club Barcelona (2015), Liverpool Football Club (2019), Manchester City Football Club (2023) y Paris Saint-Germain (2025).

### Himno
La competición posee su propio himno desde 1992, escrito en los tres idiomas principales de la competición, inglés, alemán y francés. El estribillo suena antes del comienzo de cada partido de la Liga de Campeones. Asimismo, las cadenas de televisión que emiten partidos de Champions están obligadas a emitir una versión reducida del mismo antes y después del partido.

Lyrics:
Ce sont les meilleures équipes
Es sind die allerbesten Mannschaften
The main event
Die Meister
Die Besten
Les grandes équipes
The champions
Une grande réunion
Eine grosse sportliche Veranstaltung
The main event
Ils sont les meilleures
Sie sind die Besten
These are the champions
Die Meister
Die Besten
Les grandes équipes
The champions
Die Meister
Die Besten
Les grandes équipes
The champions
Letra del himno de la Liga de Campeones de la UEFA.

## Propuestas de nueva competición continental

### Liga Europea de la ECA
Tanto desde el original G-14 como desde la actual Asociación de Clubes Europeos (ECA), organismo privado formado por los grandes clubes europeos para velar por unos intereses comunes, sus miembros más representativos abogaron por crear una Liga Europea cerrada a nivel continental, que sustituyese a la actual Liga de Campeones, similar a la Euroliga, competición auspiciada en 2000 por los principales clubes europeos de baloncesto. Desde que nació su idea a principios de los años 2000 —retomando una propuesta de 1998 de Media Partners a la UEFA—, buscaron una mayor retribución económica además de proyectar una competición que atrajera un mayor número de ingresos y patrocinadores más consonantes con el desarrollo actual del fútbol que creciera también en lo deportivo como así manifestó su presidente Karl-Heinz Rummenigge:

No deberíamos excluir que en el futuro pueda crearse un campeonato europeo con los grandes clubs de Italia, Alemania, España, Inglaterra y Francia; ya sea a través de la UEFA o en una organización privada que acogería a una veintena de equipos. Los mejores clubes son cada vez más fuertes respecto a los otros en los grandes campeonatos y otro campeonato ya está naciendo más allá de la Liga de Campeones.
Karl-Heinz Rummenigge. 21 de noviembre de 2016. Milán

Las declaraciones, producidas tras el consejo sobre el Fair-Play financiero de la UEFA, cuya normativa consideran restrictiva en sus intereses al coaccionar sus inversiones en beneficio de una supuesta equidad deportiva con otros clubes de menor repercusión, fueron una de las primeras manifestaciones públicas en favor del cambio. Si bien es cierto que la citada medida, así como otras sujetas a la misma polémica como el reparto de ingresos —en especial el Market pool—, van en beneficio de un bien común para todos los equipos, es cierto que el potencial de los grandes equipos se ve recortado en comparativa con otros deportes de menor repercusión a nivel mundial y que reciben mayores beneficios:

La Liga de Campeones vale 1500 millones de euros en derechos de televisión frente a los casi 7000 millones de la NFL. Los estudios de mercado demuestran que de los 2000 millones de aficionados al deporte en el mundo, 1600 son fanes del fútbol y únicamente 150 millones lo son de fútbol americano. Hay que reflexionar acerca del potencial inexplorado en los formatos actuales de competición en el fútbol.
Andrea Agnelli, presidente de la Juventus F. C.. 21 de noviembre de 2016. Milán

Pese a que el aspecto económico es solo uno de los motivos expuestos por el organismo para la creación de la denominada popularmente como Superliga, su nacimiento encuentra en los menores equipos y en las federaciones y estamentos de las ligas nacionales a sus mayores detractores alegando poder verse reducidas sustancialmente en ingresos y patrocinadores que pusieran en peligro su subsistencia. Pese a ello, la ECA manifestó repetidamente que es un camino en el que están trabajando y que puede ver la luz en 2021. No en vano, desde la Liga de Campeones 2004-05 todos los finalistas de la competición fueron integrantes de la ECA y se encuentran dentro de los veinte clubes que se citan como postulantes a crear la Superliga, circunstancia en la que también basan su decisión, reafirmando su diferencia con respecto al resto de clubes.

La Asociación de Clubes Europeos, principal valedora de una nueva Liga Europea.

Tras estudiar el caso la UEFA y la ECA en el verano de 2016, se produjo una reestructuración de la Liga de Campeones para un trienio de ediciones a partir de la temporada 2018-19, con vigencia hasta 2021. En ese período los cuatro mejor clasificados de las consideradas cuatro mejores ligas de Europa tendrán de manera asegurada plaza fija en el torneo, medida para retrasar y/o evitar su escisión o que antecederá una nueva reestructuración dentro del margen UEFA. Poniendo como espejo a la renovada Euroliga de baloncesto, o la Premier League de Inglaterra, se retomaron conversaciones en favor de encontrar una solución para ambas partes.
Pese a las discrepancias, se aboga por que la UEFA acepte la competición dentro de su marco, si bien no es necesario para crearla. Lo mismo sucedió en los inicios de la Liga de Campeones, promovida en un principio por el diario L'Équipe. Algunos de los cambios acontecidos o en proceso para reducir el impacto fueron reducir las distintas ligas nacionales a un máximo de 18 equipos y que toda federación se encuentre representada en el organismo. En lo económico, los mercados cada vez más globalizados abren posibilidades a otras opciones, como que se financie o se dispute por territorios (como América y Asia), agregar clubes de todo el mundo e incluso fusionar la Liga de Campeones y la Liga Europa, como alternativas remotas. En cualquier caso, van referidos a un paso casi inevitable que deba dar el fútbol en los próximos años. Pese a todo, en la primavera de 2017 la ECA anunció, tras una reunión con el ejecutivo de competiciones de la UEFA, que las nuevas reformas y reestructuraciones efectivas en 2018 satisfarán en medida sus peticiones y llegaron al acuerdo de apoyar, al menos de momento, la Liga de Campeones. Otra de las medidas aprobadas tras su estudio fue el cambio horario y desde 2018 los partidos se disputan a las 18:55 y a las 21:00 en lugar de las 20:45 habituales para favorecer contratos televisivos de otros continentes.
Una nueva reunión entre los estamentos pudo perfilar algunas cuestiones a implantar a partir de la temporada 2024-25. En favor de aumentar ingresos y darle más duración al torneo que beneficie a los implicados se estudió la posibilidad de aumentar en cuatro el número de encuentros a disputar y llegar hasta 17, incluyendo la final. Las opciones contempladas fueron sustituir la actual ronda de octavos de final por una segunda liguilla de grupos, que ya estuvo vigente en la competición; o bien reestructurar la actual fase de grupos de ocho grupos con cuatro equipos cada uno, en los que se clasifican los dos primeros, a una de seis grupos con seis equipos cada uno en los que se clasifican los dos primeros y los cuatro mejores terceros. Finalmente se confirmó el nuevo formato implementado en la temporada 2024-25: se reemplazó la fase de grupos por una fase de liga en la que cada equipo clasificado se enfrenta a ocho equipos distintos, cuatro como local y cuatro como visitante, y se aumentó la cantidad de equipos participantes de 32 a 36. Así, los ocho primeros equipos de la tabla de la fase de liga se clasifican para los octavos de final y los 16 siguientes (9.º al 24.º) disputan una eliminatoria adicional para ganar las otras ocho plazas de los octavos de final.

### Superliga Europea
Si bien en un primer momento la Superliga Europea y la Liga Europea de la ECA empezaron como proyectos distintos, el fondo era el mismo: la creación de una competición europea que aglutine a los mejores equipos del continente, desmarcándose de la Liga de Campeones. Las primeras reuniones para establecer una Superliga se dieron en 1998, cuando el grupo Media Partners la propuso a la UEFA en contraposición a la Liga de Campeones. El caso, estudiado en el congreso de Ginebra del estamento con los representantes de las ligas nacionales, fue finalmente rechazado, pese a su acuerdo inicial para comenzar en 1999; no se conocen los puntos ni las negociaciones tratados. Pese a ello, fue fruto de diversas reestructuraciones en la ampliación de equipos y también afectó a la Copa de la UEFA y supuso la desaparición de la Recopa de Europa. Parece que fue un preludio de las propuestas de la ECA a partir de 2000 para reestructurar completamente el torneo. El devenir de cambios en las ediciones respecto a las demandas de los clubes permutaron las opiniones al respecto entre detractores y partidarios, bajo el sobrenombre de Liga Europea.
Pese a que la ECA tuvo en principio más asentado el proyecto, tras tener incluso varias reuniones con la UEFA, la idea nació de los considerados como clubes más influyentes del continente, extrapolados como miembros fundadores de la ECA. El devenir del propio organismo tuvo repercusión directa en la creación de la Liga Europea ya que, al unirse más clubes como asociados, las preocupaciones de unos y otros crearon un conflicto de intereses. Por ello, los clubes más influyentes o fundadores comenzaron a desmarcarse del proyecto ECA para retomarlo por su cuenta. Al mismo tiempo, las reestructuraciones que la UEFA fue adoptando en la Liga de Campeones en favor de algunas demandas de los grandes clubes paralizó en alguna medida la creación de la nueva competición.
Si bien se redujeron las noticias sobre esta tras los acuerdos alcanzados entre clubes y la UEFA hasta 2021, la idea se mantuvo presente entre los clubes a favor de una profunda reestructuración. En esta ocasión fue Stephen Ross (organizador de la International Champions Cup, torneo estival que reúne a algunos de los mejores clubes del mundo durante la pretemporada) quien contactó con algunos de dichos equipos para sondear sus opiniones al respecto de la creación de una competición paralela a la Liga de Campeones. Tras una resolución reciente de la Comisión Europea en favor de unos deportistas neerlandeses que denunciaron a su federación internacional, que les impedía competir en competiciones ajenas a su jurisdicción, reflejó en los clubes una nueva vía tras el descontento de la UEFA y sus posibles represalias si decidieran crearla y abandonar su amparo. Por el momento, la decisión de la Unión Europea sirvió a los clubes como un medio de presión para hacer cumplir sus demandas contra la UEFA, algunas de ellas concernientes al Fair-Play Financiero, al Market-Pool y a la participación de jugadores con otro club pese a que ya hubiera disputado una edición con un primero.
Tras un tiempo sin apenas noticias de interés sobre la futura competición, el 27 de octubre de 2020 el entonces presidente del FC Barcelona anunció durante el discurso de su dimisión del club que podrían estar creándola los mandatarios de los grandes clubes:

Puedo anunciar que ayer aprobamos los requerimientos para formar parte de una Superliga Europea. La decisión de jugar la competición deberá ser ratificada por la próxima Asamblea. [...] La Superliga Europea de clubs garantizará que el club siga siendo de los socios.
Josep María Bartomeu. 27 de octubre de 2020. Barcelona.

A raíz de estas declaraciones salieron a la luz otros detalles, como su composición: estaría formada en principio por un máximo de 18 clubes que se enfrentarían bajo un formato de liga de todos contra todos a ida y vuelta para disputar después unas eliminatorias finales en una misma sede para dilucidar al campeón (igual que la Euroliga de baloncesto, y también con un formato cerrado bajo adhesión). Su inicio estaría previsto para la temporada 2022-23, a expensas de resolver importantes cuestiones, por lo que no hay nada confirmado. Ni la FIFA ni la UEFA, responsables por ejemplo de las asignaciones arbitrales que dan validez a los encuentros y, por tanto, a las competiciones, no solo no han dado su aprobación, sino que son contrarias a la misma. La FIFA, al corriente de todos los movimientos a través de la Asociación Mundial de Clubes (WFCA) (homóloga a la ECA a nivel mundial), se encuentra en la creación del Supermundial de Clubes, que chocaría con la competición europea; y la UEFA vería seriamente perjudicados los intereses de la actual Liga de Campeones. De igual modo, las federaciones nacionales de cada territorio son también reacias. A dicho play-off por el título se clasificarían los ocho mejores equipos tras la conclusión de la liga regular por parte de los afiliados, los cuales seguirían compitiendo igualmente en sus respectivos campeonatos nacionales, pero estaría por ver cómo afecta a las competiciones vigentes de la UEFA. Por ello, desde que surgieron los primeros rumores sobre la competición, los clubes han estado siempre intentando lograr un consenso con la UEFA, la ECA y la FIFA. Cabe destacar que también la UEFA está llevando negociaciones para mejorar la actual Liga de Campeones, donde ya se vieron ligeros cambios y decisiones de cara al futuro en las recientes ediciones, por lo que ambas competiciones podrían chocar en intereses.
Estos «grandes clubes» son también partidarios del nuevo Mundial de Clubes propuesto por la FIFA, denominado Supermundial de Clubes, cuya primera edición se disputará en 2022. Si bien la nueva competición, que podría denominarse European Premier, ha contado con una respuesta afirmativa del club barcelonista, se desconoce la verdadera implicación del resto de clubes. Sirva de ejemplo el Real Madrid, que tras estas nuevas noticias manifestó estar al tanto del proyecto pero todavía no hay nada concreto y por tanto nada sobre lo que manifestarse aún. El torneo estaría financiado por la banca estadounidense JP Morgan Chase & Co. con un crédito de 5000 millones de euros. La revelación, sin embargo, ha podido ser contraproducente para los intereses de los implicados debido a la complejidad y la delicadeza del asunto. Sí dio nuevas especulaciones cuando apenas dos meses después, en la asamblea de compromisarios del club madrileño, su presidente Florentino Pérez manifestó ser necesario un cambio en el fútbol actual, si bien no mencionó a la competición, y que diversos medios apuntaron como un paso a la Superliga:

El fútbol necesita un cambio y el Real Madrid va a estar ahí para impulsarlo. El fútbol tiene que hacer frente a este nuevo tiempo. Ahí estará el Real Madrid, como ha estado siempre a lo largo de la historia. Buscando siempre, como dice el propio presidente de la FIFA, Gianni Infantino, lo que debe ser prioritario para el fútbol, que son los intereses de los aficionados. La reforma del fútbol no puede esperar y debemos afrontarla cuanto antes. Los grandes clubes europeos tenemos miles de millones de seguidores repartidos por todo el mundo. Tenemos la responsabilidad de luchar por este cambio; un cambio que debemos afrontar sobre la base de la solidaridad.
Florentino Pérez. 20 de diciembre de 2020. Madrid.

En referencia a las últimas noticias publicadas al respecto, la FIFA emitió un comunicado en el que afirmó que de llevarse a cabo, ni el propio estamento, ni el resto de las confederaciones continentales en caso de llevarse a cabo en más territorios, no sería reconocida privándoles incluso de participar en el resto de competiciones vigentes:

En vista de la reciente especulación mediática sobre la creación de una «Superliga» europea cerrada por parte de algunos clubes europeos, la FIFA y las seis confederaciones (AFC, CAF, CONCACAF, CONMEBOL, OFC y UEFA) desean reiterar una vez más y recalcar con firmeza que tal competición no sería reconocida ni por la FIFA ni por la confederación correspondiente. A todo club o jugador implicado en una competición así, como consecuencia, no se le permitiría participar en ninguna competición organizada por la FIFA ni por su confederación correspondiente.
Según los estatutos de la FIFA y las confederaciones, todas las competiciones deben ser organizadas o reconocidas por el organismo competente a su nivel correspondiente; es decir, por la FIFA a nivel mundial y por las confederaciones a nivel continental. En este sentido, las confederaciones reconocen a la Copa Mundial de Clubes de la FIFA, con su formato actual y nuevo, como la única competición mundial de clubes, mientras que la FIFA reconoce a las competiciones de clubes organizadas por las confederaciones como las únicas competiciones continentales de clubes.
Los principios universales del mérito deportivo, la solidaridad, los ascensos y descensos, y la subsidiariedad son la base de la pirámide futbolística que garantiza el éxito global del fútbol y, por ende, están consagrados en los estatutos de la FIFA y las confederaciones. El fútbol goza de una larga y exitosa historia gracias a estos principios. La participación en las competiciones mundiales y continentales siempre se debe ganar en el terreno de juego.
Gianni Infantino y los seis presidentes continentales. 21 de enero de 2021. Zúrich.

Informaciones del diario francés Le Parisien indicaron que un total de quince clubes pudieran ser los principales creadores del torneo, y que pudieran paliar los negativos efectos económicos de la pandemia en el fútbol europeo. Seis ingleses, Manchester United Football Club, Liverpool Football Club, Arsenal Football Club, Chelsea Football Club, Tottenham Hotspur Football Club y Manchester City Football Club, tres españoles, Real Madrid Club de Fútbol, Fútbol Club Barcelona y Club Atlético de Madrid, tres italianos, Juventus Football Club, Football Club Internazionale y Associazione Calcio Milan, dos alemanes, Fußball-Club Bayern y Ballspielverein Borussia, y uno francés, el Paris Saint-Germain Football Club. A ellos se unirían cinco clubes invitados para conformar un campeonato de veinte equipos, donde tras una liga al uso —o liga regular—, se disputaría un sistema de play-off por el título. En cuanto a las cifras económicas, el medio parisino apunta que los seis primeros clasificados del torneo pudieran recibir en torno a 350 millones de euros, en contraposición a los 70-80 que recibe en la actualidad el campeón de la Liga de Campeones de la UEFA. La especulación de la llegada de nuevos inversores y patrocinadores, así como los nuevos derechos audiovisuales y de retransmisión acumularían una bolsa de cuatro mil millones a repartir —superior a la cifra que acumula la UEFA por sus tres principales competiciones de clubes—, sería el principal salvoconducto a las cuantiosas pérdidas económicas por la pandemia de COVID-19, cuantificadas en torno a seis mil y ocho mil millones, según Andrea Agnelli, presidente de la Asociación de Clubes Europeos y la Juventus Football Club. El principal valedor, la financiera JP Morgan Chase, prevé que esta inyección económica termine por crear un flujo económico entre todos los clubes, a través de estos veinte iniciales, pese a las continuas críticas recibidas, y con la UEFA pendiente de rediseñar una Liga de Campeones que no solo no es capaz de sacar más beneficios, sino que los reduce.

## Historial
Para un mejor detalle de las finales véase Finalistas de la Liga de Campeones de la UEFA
Nombres y banderas según la época.
| Copa de Clubes Campeones Europeos de la UEFA | Copa de Clubes Campeones Europeos de la UEFA | Copa de Clubes Campeones Europeos de la UEFA | Copa de Clubes Campeones Europeos de la UEFA | Copa de Clubes Campeones Europeos de la UEFA                                                                                        |
| Temp.                                        | Campeón                                      | Resultado                                    | Subcampeón                                   | Notas |
| -------------------------------------------- | -------------------------------------------- | -------------------------------------------- | -------------------------------------------- | --- |
| 1955-56                                      | Real Madrid C. F.                            | 4-3                                          | Stade de Reims                               | |
| 1956-57                                      | Real Madrid C. F.                            | 2-0                                          | A. C. Fiorentina                             | Primer equipo campeón en su propio estadio. Primera defensa del título.                                                             |
| 1957-58                                      | Real Madrid C. F.                            | 3-2 (pro.)                                   | A. C. Milan                                  | Primera final definida en prórroga.                                                                                                 |
| 1958-59                                      | Real Madrid C. F.                            | 2-0                                          | Stade de Reims                               | Primera final repetida. Gol más rápido en una final.                                                                                |
| 1959-60                                      | Real Madrid C. F.                            | 7-3                                          | Eintracht Frankfurt                          | Récord de campeonatos consecutivos. Final con más goles.                                                                            |
| 1960-61                                      | S. L. Benfica                                | 3-2                                          | C. F. Barcelona                              | Campeón sin extranjeros. |
| 1961-62                                      | S. L. Benfica (2)                            | 5-3                                          | Real Madrid C. F.                            | Primera final entre dos campeones. Campeón sin extranjeros.                                                                         |
| 1962-63                                      | Milan A. C.                                  | 2-1                                          | S. L. Benfica                                | Primera final sin equipos españoles.                                                                                                |
| 1963-64                                      | F. C. Internazionale                         | 3-1                                          | Real Madrid C. F.                            | Campeón debutante e invicto. Milán, primera ciudad en tener 2 campeones de Europa.                                                  |
| 1964-65                                      | F. C. Internazionale                         | 1-0                                          | S. L. Benfica                                | |
| 1965-66                                      | Real Madrid C. F.                            | 2-1                                          | F. K. Partizan                               | Logrado título en propiedad y campeón sin extranjeros.                                                                              |
| 1966-67                                      | Celtic F. C. (1)                             | 2-1                                          | F. C. Internazionale                         | Campeón debutante y sin extranjeros.                                                                                                |
| 1967-68                                      | Manchester United F. C.                      | 4-1 (pro.)                                   | S. L. Benfica                                | Se introdujo por primera vez el criterio de marcar gol fuera de casa; para 1ª ronda.                                                |
| 1968-69                                      | Milan A. C.                                  | 4-1                                          | A. F. C. Ajax                                | Sustituciones durante el partido, fechas fijas para partidos y gol de visitante en cruces                                           |
| 1969-70                                      | S. C. Feyenoord (1)                          | 2-1 (pro.)                                   | Celtic F. C.                                 | |
| 1970-71                                      | A. F. C. Ajax                                | 2-0                                          | Panathinaikós A. O.                          | Primera ausencia de Real Madrid; máximo ganador tras 15 apariciones seguidas.                                                       |
| 1971-72                                      | A. F. C. Ajax                                | 2-0                                          | F. C. Internazionale                         | Campeón invicto. |
| 1972-73                                      | A. F. C. Ajax                                | 1-0                                          | Juventus F. C.                               | Logrado título en propiedad. |
| 1973-74                                      | F. C. Bayern                                 | 1-1, 4-0 (des.)                              | Atlético de Madrid                           | Primera y única final decidida en un partido de desempate.                                                                          |
| 1974-75                                      | F. C. Bayern                                 | 2-0                                          | Leeds United F. C.                           | |
| 1975-76                                      | F. C. Bayern                                 | 1-0                                          | A. S. Saint-Étienne                          | Logrado título en propiedad. |
| 1976-77                                      | Liverpool F. C.                              | 3-1                                          | Borussia Mönchengladbach                     | |
| 1977-78                                      | Liverpool F. C.                              | 1-0                                          | Club Brugge K. V.                            | |
| 1978-79                                      | Nottingham Forest F. C.                      | 1-0                                          | Malmö FF                                     | Campeón debutante, invicto y sin extranjeros.                                                                                       |
| 1979-80                                      | Nottingham Forest F. C. (2)                  | 1-0                                          | Hamburger S. V.                              | Campeón sin extranjeros. |
| 1980-81                                      | Liverpool F. C.                              | 1-0                                          | Real Madrid C. F.                            | Campeón invicto y sin extranjeros.                                                                                                  |
| 1981-82                                      | Aston Villa F. C. (1)                        | 1-0                                          | F. C. Bayern                                 | Récord de campeonatos consecutivos de un mismo país. Campeón debutante.                                                             |
| 1982-83                                      | Hamburger S. V. (1)                          | 1-0                                          | Juventus F. C.                               | |
| 1983-84                                      | Liverpool F. C.                              | 1-1 (4-2 pen.)                               | A. S. Roma                                   | 1.º final decidida por penaltis. Campeón invicto. Perdedor en estadio propio.                                                       |
| 1984-85                                      | Juventus F. C.                               | 1-0                                          | Liverpool F. C.                              | Tragedia de Heysel. Sanción a equipos ingleses.                                                                                     |
| 1985-86                                      | F. C. Steaua Bucureşti (1)                   | 0-0 (2-0 pen.)                               | F. C. Barcelona                              | 1.º campeón de Europa del Este. 1.º final sin goles en 120 minutos. Campeón sin extranjeros.                                        |
| 1986-87                                      | F. C. Porto                                  | 2-1                                          | F. C. Bayern                                 | |
| 1987-88                                      | P. S. V. (1)                                 | 0-0 (6-5 pen.)                               | S. L. Benfica                                | Campeón con menos victorias. |
| 1988-89                                      | Milan A. C.                                  | 4-0                                          | F. C. Steaua Bucureşti                       | Campeón invicto. |
| 1989-90                                      | Milan A. C.                                  | 1-0                                          | S. L. Benfica                                | |
| 1990-91                                      | F. K. Estrella Roja (1)                      | 0-0 (5-3 pen.)                               | Olympique de Marsella                        | Campeón invicto. |
| 1991-92                                      | F. C. Barcelona                              | 1-0 (pro.)                                   | U. C. Sampdoria                              | Se levanta sanción a equipos ingleses.                                                                                              |
| Liga de Campeones de la UEFA                 |                                              |                                              |                                              | |
| 1992-93                                      | Olympique de Marsella (1)                    | 1-0                                          | Milan A. C.                                  | Reestructuración de la competición. Campeón invicto.                                                                                |
| 1993-94                                      | Milan A. C.                                  | 4-0                                          | F. C. Barcelona                              | Logrado título en propiedad. Campeón invicto.                                                                                       |
| 1994-95                                      | A. F. C. Ajax (4)                            | 1-0                                          | Milan A. C.                                  | Diferenciación entre fase previa y fase final. Primera fase se juega en 4 grupos. Campeón invicto.                                  |
| 1995-96                                      | Juventus F. C. (2)                           | 1-1 (4-2 pen.)                               | A. F. C. Ajax                                | Primera final decidida en penaltis bajo nuevo formato.                                                                              |
| 1996-97                                      | B. V. Borussia (1)                           | 3-1                                          | Juventus F. C.                               | |
| 1997-98                                      | Real Madrid C. F.                            | 1-0                                          | Juventus F. C.                               | Pueden participar subcampeones de liga. 1.º equipo en perder finales seguidas.                                                      |
| 1998-99                                      | Manchester United F. C.                      | 2-1                                          | F. C. Bayern                                 | Se pasa de 16 a 24 equipos en 6 grupos. Campeón invicto.                                                                            |
| 1999-00                                      | Real Madrid C. F.                            | 3-0                                          | Valencia C. F.                               | 1.º final entre clubes del mismo país y 1.º entre españoles. 1.º aplicación del coeficiente UEFA.                                   |
| 2000-01                                      | F. C. Bayern                                 | 1-1 (5-4 pen.)                               | Valencia C. F.                               | |
| 2001-02                                      | Real Madrid C. F.                            | 2-1                                          | Bayer Leverkusen                             | |
| 2002-03                                      | Milan A. C.                                  | 0-0 (3-2 pen.)                               | Juventus F. C.                               | 1.º final sin goles en los 120 minutos bajo el nuevo formato. 1.º final entre equipos italianos.                                    |
| 2003-04                                      | F. C. Porto (2)                              | 3-0                                          | A. S. Monaco F. C.                           | Supresión de la segunda fase de grupos por los octavos de final.                                                                    |
| 2004-05                                      | Liverpool F. C.                              | 3-3 (3-2 pen.)                               | A. C. Milan                                  | Final con más goles y gol más rápido en nuevo formato. Título en propiedad. Emblema de campeón múltiple.                            |
| 2005-06                                      | F. C. Barcelona                              | 2-1                                          | Arsenal F. C.                                | Campeón invicto. Primer expulsado en una final.                                                                                     |
| 2006-07                                      | A. C. Milan (7)                              | 2-1                                          | Liverpool F. C.                              | Primera final repetida bajo el nuevo formato.                                                                                       |
| 2007-08                                      | Manchester United F. C. (3)                  | 1-1 (6-5 pen.)                               | Chelsea F. C.                                | Campeón invicto. Primera final entre equipos ingleses.                                                                              |
| 2008-09                                      | F. C. Barcelona                              | 2-0                                          | Manchester United F. C.                      | Última final jugada en miércoles.                                                                                                   |
| 2009-10                                      | F. C. Internazionale (3)                     | 2-0                                          | F. C. Bayern                                 | Primera final jugada en sábado. |
| 2010-11                                      | F. C. Barcelona                              | 3-1                                          | Manchester United F. C.                      | Segunda final repetida bajo el nuevo formato.                                                                                       |
| 2011-12                                      | Chelsea F. C.                                | 1-1 (4-3 pen.)                               | F. C. Bayern                                 | Perdedor en estadio propio. |
| 2012-13                                      | F. C. Bayern                                 | 2-1                                          | B. V. Borussia                               | Primera final entre equipos alemanes.                                                                                               |
| 2013-14                                      | Real Madrid C. F.                            | 4-1 (pro.)                                   | Atlético de Madrid                           | Primera final entre equipos de la misma ciudad.                                                                                     |
| 2014-15                                      | F. C. Barcelona (5)                          | 3-1                                          | Juventus F. C.                               | Logrado emblema de campeón múltiple.                                                                                                |
| 2015-16                                      | Real Madrid C. F.                            | 1-1 (5-3 pen.)                               | Atlético de Madrid                           | 1ª final repetida entre clubes del mismo país y ciudad. Bombo 1 incluye solo a campeones de Liga y campeones vigentes de UCL y UEL. |
| 2016-17                                      | Real Madrid C. F.                            | 4-1                                          | Juventus F. C.                               | 1.º defensa del título bajo nuevo formato. Récord de finales perdidas.                                                              |
| 2017-18                                      | Real Madrid C. F.                            | 3-1                                          | Liverpool F. C.                              | Primera vez que un equipo gana 3 ediciones seguidas bajo el nuevo formato.                                                          |
| 2018-19                                      | Liverpool F. C. (6)                          | 2-0                                          | Tottenham Hotspur F. C.                      | Primera edición con uso del VAR. |
| 2019-20                                      | F. C. Bayern (6)                             | 1-0                                          | Paris Saint-Germain F. C.                    | Campeón invicto con pleno de victorias. Formato eliminatorio acortado y restringido al público durante su disputa.                  |
| 2020-21                                      | Chelsea F. C. (2)                            | 1-0                                          | Manchester City F. C.                        | |
| 2021-22                                      | Real Madrid C. F.                            | 1-0                                          | Liverpool F. C.                              | Final más repetida. Eliminada la regla del gol de visitante.                                                                        |
| 2022-23                                      | Manchester City F. C. (1)                    | 1-0                                          | F. C. Internazionale                         | La ciudad de Mánchester iguala a Milán con 2 equipos campeones de Europa. Campeón invicto.                                          |
| 2023-24                                      | Real Madrid C. F. (15)                       | 2-0                                          | B. V. Borussia                               | Campeón invicto. |
| 2024-25                                      | Paris Saint-Germain F. C. (1)                | 5-0                                          | F. C. Internazionale                         | Ampliación del formato a 36 equipos en liguilla. Mayor diferencia de goles en una final. Campeón con más derrotas.                  |

Nota: pen. = Penaltis; des. = Partido de desempate; pro. = Prórroga.

## Palmarés
Únicamente 24 clubes entre los 536 participantes históricos en la competición han conseguido proclamarse vencedores, mientras que 18 más para un total de 42 completan la lista de clubes con presencia en alguna final. Entre ellos, los clubes españoles dominan con treinta y una ocasiones, además son los que han logrado más títulos con veinte. Inglaterra es quien más clubes campeones distintos aporta con seis.
| Equipo                    | Títulos | Subcampeón | Años campeonatos                                                                         | Años subcampeonatos                      |
| ------------------------- | ------- | ---------- | ---------------------------------------------------------------------------------------- | ---------------------------------------- |
| Real Madrid C. F.         | 15      | 3          | 1956, 1957, 1958, 1959, 1960, 1966, 1998, 2000, 2002, 2014, 2016, 2017, 2018, 2022, 2024 | 1962, 1964, 1981                         |
| A. C. Milan               | 7       | 4          | 1963, 1969, 1989, 1990, 1994, 2003, 2007                                                 | 1958, 1993, 1995, 2005                   |
| F. C. Bayern              | 6       | 5          | 1974, 1975, 1976, 2001, 2013, 2020                                                       | 1982, 1987, 1999, 2010, 2012             |
| Liverpool F. C.           | 6       | 4          | 1977, 1978, 1981, 1984, 2005, 2019                                                       | 1985, 2007, 2018, 2022                   |
| F. C. Barcelona           | 5       | 3          | 1992, 2006, 2009, 2011, 2015                                                             | 1961, 1986, 1994                         |
| A. F. C. Ajax             | 4       | 2          | 1971, 1972, 1973, 1995                                                                   | 1969, 1996                               |
| F. C. Internazionale      | 3       | 4          | 1964, 1965, 2010                                                                         | 1967, 1972, 2023, 2025                   |
| Manchester United F. C.   | 3       | 2          | 1968, 1999, 2008                                                                         | 2009, 2011                               |
| Juventus F. C.            | 2       | 7          | 1985, 1996                                                                               | 1973, 1983, 1997, 1998, 2003, 2015, 2017 |
| S. L. Benfica             | 2       | 5          | 1961, 1962                                                                               | 1963, 1965, 1968, 1988, 1990             |
| Chelsea F. C.             | 2       | 1          | 2012, 2021                                                                               | 2008                                     |
| Nottingham Forest F. C.   | 2       | -          | 1979, 1980                                                                               |                                          |
| F. C. Porto               | 2       | -          | 1987, 2004                                                                               |                                          |
| B. V. Borussia            | 1       | 2          | 1997                                                                                     | 2013, 2024                               |
| Celtic F. C.              | 1       | 1          | 1967                                                                                     | 1970                                     |
| Hamburger S. V.           | 1       | 1          | 1983                                                                                     | 1980                                     |
| F. C. Steaua București    | 1       | 1          | 1986                                                                                     | 1989                                     |
| Olympique de Marsella     | 1       | 1          | 1993                                                                                     | 1991                                     |
| Manchester City F. C.     | 1       | 1          | 2023                                                                                     | 2021                                     |
| Paris Saint-Germain F. C. | 1       | 1          | 2025                                                                                     | 2020                                     |
| Feyenoord Rotterdam       | 1       | -          | 1970                                                                                     |                                          |
| Aston Villa F. C.         | 1       | -          | 1982                                                                                     |                                          |
| P. S. V. Eindhoven        | 1       | -          | 1988                                                                                     |                                          |
| F. K. Estrella Roja       | 1       | -          | 1991                                                                                     |                                          |
| Atlético de Madrid        | -       | 3          |                                                                                          | 1974, 2014, 2016                         |
| Stade de Reims            | -       | 2          |                                                                                          | 1956, 1959                               |
| Valencia C. F.            | -       | 2          |                                                                                          | 2000, 2001                               |
| A. C. F. Fiorentina       | -       | 1          |                                                                                          | 1957                                     |
| Eintracht Frankfurt       | -       | 1          |                                                                                          | 1960                                     |
| F. K. Partizan            | -       | 1          |                                                                                          | 1966                                     |
| Panathinaikós A. O.       | -       | 1          |                                                                                          | 1971                                     |
| Leeds United F. C.        | -       | 1          |                                                                                          | 1975                                     |
| A. S. Saint-Étienne       | -       | 1          |                                                                                          | 1976                                     |
| Borussia Mönchengladbach  | -       | 1          |                                                                                          | 1977                                     |
| Club Brugge K. V.         | -       | 1          |                                                                                          | 1978                                     |
| Malmö F. F.               | -       | 1          |                                                                                          | 1979                                     |
| A. S. Roma                | -       | 1          |                                                                                          | 1984                                     |
| U. C. Sampdoria           | -       | 1          |                                                                                          | 1992                                     |
| Bayer Leverkusen          | -       | 1          |                                                                                          | 2002                                     |
| A. S. Mónaco F. C.        | -       | 1          |                                                                                          | 2004                                     |
| Arsenal F. C.             | -       | 1          |                                                                                          | 2006                                     |
| Tottenham Hotspur F. C.   | -       | 1          |                                                                                          | 2019                                     |

Datos actualizados: final de la temporada 2024-25

### Títulos por país
10 federaciones tienen clubes campeones de Europa, siendo Inglaterra el que más campeones diferentes aporta con 6.
| País         | Títulos | Subcamp. | Clubes campeones |
| ------------ | ------- | -------- | --- |
| España       | 20      | 11       | Real Madrid C. F. (15) y F. C. Barcelona (5) |
| Inglaterra   | 15      | 11       | Liverpool F. C. (6), Manchester United F. C. (3), Nottingham Forest F. C. (2), Chelsea F. C. (2), Aston Villa F. C. (1) y Manchester City F.C. (1) |
| Italia       | 12      | 18       | A. C. Milan (7), F. C. Internazionale (3) y Juventus F. C. (2)                                                                                     |
| Alemania     | 8       | 11       | F. C. Bayern (6), Hamburger S. V. (1) y B. V. Borussia (1)                                                                                         |
| Países Bajos | 6       | 2        | A. F. C. Ajax (4), Feyenoord Rotterdam (1) y P. S. V. Eindhoven (1)                                                                                |
| Portugal     | 4       | 5        | S. L. Benfica (2) y F. C. Porto (2) |
| Francia      | 2       | 6        | Olympique de Marsella y Paris Saint-Germain F. C.                                                                                                  |
| Escocia      | 1       | 1        | Celtic F. C. |
| Rumania      | 1       | 1        | F. C. Steaua București |
| Serbia       | 1       | 1        | F. K. Estrella Roja |
| Grecia       | -       | 1        | |
| Bélgica      | -       | 1        | |
| Suecia       | -       | 1        | |

Datos actualizados: final de la temporada 2024-25

## Estadísticas
Para un completo resumen estadístico de la competición véase Estadísticas de la Liga de Campeones de la UEFA

### Clasificación histórica
Los 689 puntos logrados por el Real Madrid Club de Fútbol le sitúan como líder de la clasificación histórica de la competición entre los 536 equipos que alguna vez han participado en la misma. 120 puntos por debajo se encuentra el segundo clasificado, el alemán Fußball-Club Bayern, quien a su vez se sitúa 66 puntos por encima del tercero, el Fútbol Club Barcelona.
| Pos | Club                    | Temp. | Puntos | PJ  | PG  | PE | PP  | Pts. x3 | Títulos | % Título | % Partic. |
| --- | ----------------------- | ----- | ------ | --- | --- | -- | --- | ------- | ------- | -------- | --------- |
| 1   | Real Madrid C. F.       | 55    | 689    | 503 | 302 | 85 | 116 | 991     | 15      | 21.43    | 27.27     |
| 2   | F. C. Bayern            | 41    | 569    | 408 | 244 | 81 | 83  | 813     | 6       | 8.57     | 14.63     |
| 3   | F. C. Barcelona         | 35    | 503    | 363 | 212 | 79 | 72  | 715     | 5       | 7.14     | 14.29     |
| 4   | Manchester United F. C. | 30    | 392    | 299 | 161 | 70 | 68  | 553     | 3       | 4.29     | 10.00     |
| 5   | Juventus F. C.          | 38    | 387    | 311 | 157 | 73 | 81  | 544     | 2       | 2.86     | 5.26      |
| 6   | Liverpool F. C.         | 28    | 350    | 258 | 150 | 50 | 58  | 500     | 6       | 8.57     | 21.43     |
| 7   | A. C. Milan             | 32    | 347    | 283 | 138 | 71 | 74  | 485     | 7       | 10.00    | 21.88     |
| 8   | S. L. Benfica           | 44    | 342    | 305 | 136 | 70 | 99  | 478     | 2       | 2.86     | 4.55      |
| 9   | F. C. Porto             | 38    | 313    | 277 | 126 | 61 | 90  | 439     | 2       | 2.86     | 5.26      |
| 10  | A. F. C. Ajax           | 39    | 288    | 247 | 112 | 64 | 71  | 400     | 4       | 5.71     | 10.26     |

### Tabla histórica de goleadores
Para un completo detalle véase Máximos goleadores de la Liga de Campeones de la UEFA.
El máximo goleador del torneo es el portugués Cristiano Ronaldo con 141 goles, seguido del argentino Lionel Messi con 129 (siendo el máximo goleador con un solo club: 120 con el F. C. Barcelona), el polaco Robert Lewandowski con 105, y el francés Karim Benzema con 90, superando al español Raúl González con 71 tantos, siendo los únicos jugadores en sobrepasar la barrera de los setenta goles en la historia de la competición.
Además, cabe destacar entre los máximos anotadores el noruego Erling Haaland  por ser el jugador con mejor promedio anotador de la competición con 1,02 goles por partido, por delante de Gerd Müller, José Altafini, Ferenc Puskás y Alfredo Di Stéfano con un promedio de 0,97, 0,86, 0,85 y 0,84 respectivamente, sumando 12 distinciones de máximo anotador entre ellos, dos para el noruego, cuatro para el alemán, una para el italo-brasileño, tres para el hispano-argentino y dos para el hispano-húngaro.
Divididos por rondas, el máximo anotador en fases clasificatorias previas es Marcos Tavares con 16 goles. En fase de grupos es Messi con 80 tantos, en fases finales eliminatorias —a partir de los octavos de final— Cristiano Ronaldo suma 67 goles, y el mismo jugador suma 42 a partir de cuartos de final, mientras que a partir de semifinales es Di Stéfano con 18 quien lidera el registro, por delante de los 17 de Cristiano Ronaldo y los 14 de Ferenc Puskás. En las finales dominan Di Stéfano y Puskás con siete cada uno.
Los anteriores registros contabilizan las fases previas clasificatorias. En cuanto a partidos en la fase final del torneo el citado Cristiano Ronaldo es quien acumula más goles, con 140, seguidos por los 129 de Lionel Messi, los 105 de Robert Lewandowski y los 90 de Karim Benzema.
Nota: Contabilizados los partidos y goles en rondas previas. En negrita jugadores activos en la edición presente y club actual.
| \| Pos. \| Jugador \| G. \| Part. \| Prom. \| Debut \| Clubes \| \| ---- \| -------------------- \| --- \| ----- \| ----- \| ------------ \| ---------------------------------------------------------------------------------------------------------------------------------------------- \| \| 1 \| Cristiano Ronaldo \| 141 \| 187 \| 0.75 \| 2002-03[220] \| S. C. Portugal, Manchester United F. C., Real Madrid C. F., Juventus F. C. \| \| 2 \| Lionel Messi \| 129 \| 163 \| 0.79 \| 2004-05[221] \| F. C. Barcelona, Paris Saint-Germain F. C. \| \| 3 \| Robert Lewandowski \| 105 \| 132 \| 0.80 \| 2011-12[222] \| B. V. Borussia, F. C. Bayern, F. C. Barcelona \| \| 4 \| Karim Benzema \| 90 \| 152 \| 0.59 \| 2005-06[223] \| Olympique Lyonnais, Real Madrid C. F. \| \| 5 \| Raúl González \| 71 \| 144 \| 0.49 \| 1995-96[224] \| Real Madrid C. F., F. C. Gelsenkirchen-Schalke \| \| 6 \| Ruud van Nistelrooy \| 60 \| 81 \| 0.74 \| 1998-99[225] \| P. S. V. Eindhoven, Manchester United F. C., Real Madrid C. F. \| \| 7 \| Andriy Shevchenko \| 59 \| 116 \| 0.51 \| 1994-95[226] \| F. C. Dynamo Kyiv, A. C. Milan, Chelsea F. C. \| \| 8 \| Thomas Müller \| 57 \| 164 \| 0.35 \| 2008-09[227] \| F. C. Bayern \| \| 9 \| Kylian Mbappé \| 55 \| 87 \| 0.63 \| 2016-17 \| A. S. Mónaco F. C., Paris Saint-Germain C. F., Real Madrid C. F. \| \| 10 \| Mohamed Salah \| 51 \| 98 \| 0.52 \| 2012-13[228] \| F. C. Basel, A. S. Roma, Liverpool F. C. \| \| = \| Thierry Henry \| 51 \| 115 \| 0.44 \| 1997-98[229] \| A. S. Mónaco F. C., Arsenal F. C., F. C. Barcelona \| \| 12 \| Filippo Inzaghi \| 50 \| 85 \| 0.59 \| 1997-98[230] \| Juventus F. C., A. C. Milan \| \| 13 \| Erling Haaland \| 49 \| 48 \| 1.02 \| 2019-20 \| F. C. Salzburgo, B. V. Borussia, Manchester City F. C. \| \| = \| Alfredo Di Stéfano \| 49 \| 58 \| 0.84 \| 1955-56[231] \| Real Madrid C. F. \| \| = \| Zlatan Ibrahimović \| 49 \| 128 \| 0.38 \| 2001-02[232] \| Ver listaA. F. C. Ajax, Juventus F. C., F. C. Internazionale, F. C. Barcelona, A. C. Milan, Paris Saint-Germain F. C., Manchester United F. C. \| \| 16 \| Eusébio da Silva \| 47 \| 63 \| 0.75 \| 1961-62[233] \| S. L. Benfica \| \| = \| Sergio Agüero \| 47 \| 83 \| 0.57 \| 2008-09[234] \| Atlético de Madrid, Manchester City F. C., F. C. Barcelona \| \| 18 \| Didier Drogba \| 44 \| 94 \| 0.47 \| 2003-04[235] \| Olympique de Marseille, Chelsea F. C., Galatasaray S. K. \| \| 19 \| Alessandro Del Piero \| 43 \| 91 \| 0.47 \| 1995-96[236] \| Juventus F. C. \| \| = \| Neymar da Silva \| 43 \| 81 \| 0.53 \| 2013-14[237] \| F. C. Barcelona, Paris Saint-Germain F. C. \| \| = \| Antoine Griezmann \| 43 \| 107 \| 0.40 \| 2014-15 \| Real Sociedad, Atlético de Madrid, F. C. Barcelona \| Estadísticas actualizadas hasta el último partido jugado el 31 de mayo de 2025. |                      |     |       |       |         | |
| Pos. | Jugador              | G.  | Part. | Prom. | Debut   | Clubes |
| 1 | Cristiano Ronaldo    | 141 | 187   | 0.75  | 2002-03 | S. C. Portugal, Manchester United F. C., Real Madrid C. F., Juventus F. C.                                                                     |
| 2 | Lionel Messi         | 129 | 163   | 0.79  | 2004-05 | F. C. Barcelona, Paris Saint-Germain F. C. |
| 3 | Robert Lewandowski   | 105 | 132   | 0.80  | 2011-12 | B. V. Borussia, F. C. Bayern, F. C. Barcelona                                                                                                  |
| 4 | Karim Benzema        | 90  | 152   | 0.59  | 2005-06 | Olympique Lyonnais, Real Madrid C. F. |
| 5 | Raúl González        | 71  | 144   | 0.49  | 1995-96 | Real Madrid C. F., F. C. Gelsenkirchen-Schalke                                                                                                 |
| 6 | Ruud van Nistelrooy  | 60  | 81    | 0.74  | 1998-99 | P. S. V. Eindhoven, Manchester United F. C., Real Madrid C. F.                                                                                 |
| 7 | Andriy Shevchenko    | 59  | 116   | 0.51  | 1994-95 | F. C. Dynamo Kyiv, A. C. Milan, Chelsea F. C.                                                                                                  |
| 8 | Thomas Müller        | 57  | 164   | 0.35  | 2008-09 | F. C. Bayern |
| 9 | Kylian Mbappé        | 55  | 87    | 0.63  | 2016-17 | A. S. Mónaco F. C., Paris Saint-Germain C. F., Real Madrid C. F.                                                                               |
| 10 | Mohamed Salah        | 51  | 98    | 0.52  | 2012-13 | F. C. Basel, A. S. Roma, Liverpool F. C. |
| = | Thierry Henry        | 51  | 115   | 0.44  | 1997-98 | A. S. Mónaco F. C., Arsenal F. C., F. C. Barcelona                                                                                             |
| 12 | Filippo Inzaghi      | 50  | 85    | 0.59  | 1997-98 | Juventus F. C., A. C. Milan |
| 13 | Erling Haaland       | 49  | 48    | 1.02  | 2019-20 | F. C. Salzburgo, B. V. Borussia, Manchester City F. C.                                                                                         |
| = | Alfredo Di Stéfano   | 49  | 58    | 0.84  | 1955-56 | Real Madrid C. F. |
| = | Zlatan Ibrahimović   | 49  | 128   | 0.38  | 2001-02 | Ver listaA. F. C. Ajax, Juventus F. C., F. C. Internazionale, F. C. Barcelona, A. C. Milan, Paris Saint-Germain F. C., Manchester United F. C. |
| 16 | Eusébio da Silva     | 47  | 63    | 0.75  | 1961-62 | S. L. Benfica |
| = | Sergio Agüero        | 47  | 83    | 0.57  | 2008-09 | Atlético de Madrid, Manchester City F. C., F. C. Barcelona                                                                                     |
| 18 | Didier Drogba        | 44  | 94    | 0.47  | 2003-04 | Olympique de Marseille, Chelsea F. C., Galatasaray S. K.                                                                                       |
| 19 | Alessandro Del Piero | 43  | 91    | 0.47  | 1995-96 | Juventus F. C. |
| = | Neymar da Silva      | 43  | 81    | 0.53  | 2013-14 | F. C. Barcelona, Paris Saint-Germain F. C. |
| = | Antoine Griezmann    | 43  | 107   | 0.40  | 2014-15 | Real Sociedad, Atlético de Madrid, F. C. Barcelona                                                                                             |

### Jugadores con mayor cantidad de encuentros disputados
Para un completo detalle véase Jugadores con más presencias en la Liga de Campeones de la UEFA.
El portugués Cristiano Ronaldo es el jugador que más encuentros ha disputado de la competición con 187, tras superar el registro del español Iker Casillas con 181, y ambos seguidos por los 165 del alemán Thomas Müller, los 163 del argentino Lionel Messi, los 157 del español Xavi Hernández. Tras ellos se sitúan el alemán Toni Kroos y el croata Luka Modrić con 153, el francés Karim Benzema y el alemán Manuel Neuer con 152, así como el exfutbolista galés Ryan Giggs —quien lideró el registro con 151 hasta que fue superado en la edición de 2014-15—.
Los anteriores registros contabilizan las fases previas clasificatorias. En cuanto a partidos en la fase final del torneo, es de nuevo Ronaldo con 183 quien acumula más presencias, también tras superar el registro de Casillas con 177, los 163 de Messi y Thomas Müller, los 152 de Benzema, los 151 de Xavi y Kroos, los 150 de Neuer, los 142 de Raúl, Ramos y Modrić, y los 141 de Giggs.
Nota: Contabilizados los partidos y goles en rondas previas. Resaltados jugadores activos en la edición presente.
| \| Pos. \| Jugador \| P. J. \| Prev. \| Tit. \| Debut \| Clubes \| \| ---- \| ------------------ \| ----- \| ----- \| ---- \| ------------ \| ---------------------------------------------------------------------------------------------------------------------------------------------- \| \| 1 \| Cristiano Ronaldo \| 187 \| 4 \| 181 \| 2002-03[239] \| S. C. Portugal, Manchester United F. C., Real Madrid C. F., Juventus F. C. \| \| 2 \| Iker Casillas \| 181 \| 4 \| 180 \| 1998-99[240] \| Real Madrid C. F., F. C. Porto \| \| 3 \| Thomas Müller \| 165 \| 2 \| 120 \| 2008-09[227] \| F. C. Bayern \| \| 4 \| Lionel Messi \| 163 \| - \| 150 \| 2004-05[221] \| F. C. Barcelona, Paris Saint-Germain F. C. \| \| 5 \| Xavi Hernández \| 157 \| 6 \| 132 \| 1997-98[241] \| F. C. Barcelona \| \| 6 \| Toni Kroos \| 153 \| 2 \| 137 \| 2008-09 \| F. C. Bayern, Real Madrid C. F. \| \| = \| Luka Modrić \| 153 \| 11 \| 122 \| 2006-07 \| G. N. K. Dinamo, Tottenham Hotspur F. C., Real Madrid C. F. \| \| 8 \| Karim Benzema \| 152 \| - \| 132 \| 2005-06[223] \| Olympique Lyonnais, Real Madrid C. F. \| \| = \| Manuel Neuer \| 152 \| 2 \| 152 \| 2007-08[242] \| F. C. Gelsenkirchen-Schalke, F. C. Bayern \| \| 10 \| Ryan Giggs \| 151 \| 10 \| 128 \| 1992-93[243] \| Manchester United F. C. \| \| 11 \| Raúl González \| 144 \| 2 \| 137 \| 1995-96[224] \| Real Madrid C. F., F. C. Gelsenkirchen-Schalke \| \| 12 \| Sergio Ramos \| 142 \| - \| 142 \| 2005-06[244] \| Real Madrid C. F., Paris Saint-Germain F. C., Sevilla F. C. \| \| 13 \| Paolo Maldini \| 139 \| 31 \| 134 \| 1984-85[245] \| A. C. Milan \| \| 14 \| Andrés Iniesta \| 132 \| 2 \| 108 \| 2002-03[246] \| F. C. Barcelona \| \| = \| Gianluigi Buffon \| 132 \| 8 \| 132 \| 1997-98[247] \| Parma F. C., Juventus F. C., Paris Saint-Germain F. C. \| \| = \| Robert Lewandowski \| 132 \| - \| 128 \| 2011-12 \| Borussia Dortmund, F. C. Bayern, F. C. Barcelona \| \| 17 \| Clarence Seedorf \| 131 \| 6 \| 116 \| 1991-92[248] \| A. F. C. Ajax, Real Madrid C. F., F. C. Internazionale, A. C. Milan \| \| 18 \| Paul Scholes \| 130 \| 6 \| 112 \| 1993-94[249] \| Manchester United F. C. \| \| = \| Gerard Piqué \| 130 \| 2 \| 122 \| 2004-05[250] \| Manchester United F. C., F. C. Barcelona \| \| 20 \| Sergio Busquets \| 129 \| - \| 121 \| 2008-09[251] \| F. C. Barcelona \| \| 21 \| Roberto Carlos \| 128 \| 8 \| 128 \| 1995-96[252] \| Real Madrid C. F., Fenerbahçe S. K. \| \| = \| Zlatan Ibrahimović \| 128 \| 4 \| 116 \| 2001-02[232] \| Ver listaA. F. C. Ajax, Juventus F. C., F. C. Internazionale, F. C. Barcelona, A. C. Milan, Paris Saint-Germain F. C., Manchester United F. C. \| Estadísticas actualizadas hasta el último partido jugado el 31 de mayo de 2025. |                    |       |       |      |         | |
| Pos. | Jugador            | P. J. | Prev. | Tit. | Debut   | Clubes |
| 1 | Cristiano Ronaldo  | 187   | 4     | 181  | 2002-03 | S. C. Portugal, Manchester United F. C., Real Madrid C. F., Juventus F. C.                                                                     |
| 2 | Iker Casillas      | 181   | 4     | 180  | 1998-99 | Real Madrid C. F., F. C. Porto |
| 3 | Thomas Müller      | 165   | 2     | 120  | 2008-09 | F. C. Bayern |
| 4 | Lionel Messi       | 163   | -     | 150  | 2004-05 | F. C. Barcelona, Paris Saint-Germain F. C. |
| 5 | Xavi Hernández     | 157   | 6     | 132  | 1997-98 | F. C. Barcelona |
| 6 | Toni Kroos         | 153   | 2     | 137  | 2008-09 | F. C. Bayern, Real Madrid C. F. |
| = | Luka Modrić        | 153   | 11    | 122  | 2006-07 | G. N. K. Dinamo, Tottenham Hotspur F. C., Real Madrid C. F.                                                                                    |
| 8 | Karim Benzema      | 152   | -     | 132  | 2005-06 | Olympique Lyonnais, Real Madrid C. F. |
| = | Manuel Neuer       | 152   | 2     | 152  | 2007-08 | F. C. Gelsenkirchen-Schalke, F. C. Bayern |
| 10 | Ryan Giggs         | 151   | 10    | 128  | 1992-93 | Manchester United F. C. |
| 11 | Raúl González      | 144   | 2     | 137  | 1995-96 | Real Madrid C. F., F. C. Gelsenkirchen-Schalke                                                                                                 |
| 12 | Sergio Ramos       | 142   | -     | 142  | 2005-06 | Real Madrid C. F., Paris Saint-Germain F. C., Sevilla F. C.                                                                                    |
| 13 | Paolo Maldini      | 139   | 31    | 134  | 1984-85 | A. C. Milan |
| 14 | Andrés Iniesta     | 132   | 2     | 108  | 2002-03 | F. C. Barcelona |
| = | Gianluigi Buffon   | 132   | 8     | 132  | 1997-98 | Parma F. C., Juventus F. C., Paris Saint-Germain F. C.                                                                                         |
| = | Robert Lewandowski | 132   | -     | 128  | 2011-12 | Borussia Dortmund, F. C. Bayern, F. C. Barcelona                                                                                               |
| 17 | Clarence Seedorf   | 131   | 6     | 116  | 1991-92 | A. F. C. Ajax, Real Madrid C. F., F. C. Internazionale, A. C. Milan                                                                            |
| 18 | Paul Scholes       | 130   | 6     | 112  | 1993-94 | Manchester United F. C. |
| = | Gerard Piqué       | 130   | 2     | 122  | 2004-05 | Manchester United F. C., F. C. Barcelona |
| 20 | Sergio Busquets    | 129   | -     | 121  | 2008-09 | F. C. Barcelona |
| 21 | Roberto Carlos     | 128   | 8     | 128  | 1995-96 | Real Madrid C. F., Fenerbahçe S. K. |
| = | Zlatan Ibrahimović | 128   | 4     | 116  | 2001-02 | Ver listaA. F. C. Ajax, Juventus F. C., F. C. Internazionale, F. C. Barcelona, A. C. Milan, Paris Saint-Germain F. C., Manchester United F. C. |

## Economía y finanzas
La competición es altamente rentable para los clubes que alcanzan la fase de grupos. La UEFA distribuye parte del dinero obtenido por los contratos televisivos entre estos clubes. En la temporada 2013-14 la UEFA repartió 904 millones de euros entre los 32 participantes, desde los 12.2 millones de euros fijos como cantidad mínima hasta los 57.4 millones para el Real Madrid Club de Fútbol, vencedor de la competición. Además, los clubes ingresan más dinero con la venta de entradas, merchandising, etc.

### Fair-play financiero
Debido a la nueva normativa UEFA sobre el fair-play financiero nueve clubes están siendo investigados individualmente, pese a lo cual, las cifras repartidas son incluidas en los repartos a falta de resolución de cada caso. La medida UEFA pretende sanear y establecer unas normas financieras para todos los clubes para mejorar la salud financiera de los clubes europeos. La regulación afecta directamente a los clubes en el momento de firmas de posibles fichajes, pagos, y acuerdos financieros bajo unos puntos comunes a todos.

### Cantidades fijas
Como cantidad fija, cada club recibió 8.6 millones de euros merced a su participación, llegando a una cantidad para cada club de como mínimo 15.4 millones sumando las variables de mercado. Cada club recibió aproximadamente 1.7 millones de euros por partido jugado de la fase de grupos. Por victoria se abonó un millón más y por cada empate medio millón de euros. El Real Madrid Club de Fútbol y el Club Atlético de Madrid fueron los equipos que más ganancias obtuvieron en la fase de grupos por sus resultados con 5.5 millones de euros.

### Bonus por ronda
Los 16 equipos que se clasificaron para la primera ronda eliminatoria recibieron un bonus de 3.5 millones de euros cada uno. Otros 3.9 millones de euros fueron para cada uno de los ocho equipos cuartofinalistas y los cuatro semifinalistas fueron recompensados con 4.9 millones de euros más. El Real Madrid Club de Fútbol recibió 10.5 millones de euros mientras que el Atlético de Madrid recibió 6.5 millones de euros por sus pases a la final, incluyéndose 4 millones más en el caso de los primeros por su victoria final.

### Valor de mercado
Con respecto al resto de los incentivos, la parte que cada club recibió dependió de su valor en el mercado nacional, además del número de equipos por federación, la posición en los campeonatos nacionales en la campaña anterior y del número de partidos jugados en la Liga de Campeones 2013/14. El Real Madrid Club de Fútbol recibió la cantidad más alta de la temporada en la Champions (57.41 millones de euros) seguido por el Paris Saint-Germain Football Club (54.41 millones de euros sin reducir las posibles sanciones debido al incumplimiento del fair-play financiero), y Club Atlético de Madrid (50.04 millones de euros).

### Derechos de televisión
La Liga de Campeones es la competición deportiva de carácter anual con mayor audiencia mundial acumulada. La final es el evento deportivo anual más visto en todo el mundo, con una audiencia global estimada de 360 millones de espectadores y cobertura en más de 200 países.

## Patrocinadores
Al igual que la Copa Mundial de la FIFA, la Liga de Campeones de la UEFA está patrocinada por un grupo de corporaciones multinacionales, en contraste con el único patrocinador principal que normalmente se encuentra en las ligas nacionales de primer nivel. Cuando se creó la Liga de Campeones en 1992, se decidió que se permitiera a un máximo de ocho empresas patrocinar el evento, y a cada corporación se le asignaron cuatro carteles publicitarios alrededor del perímetro del campo, así como la colocación del logotipo en los puntos previos y posteriores. entrevistas post-partido y un número determinado de entradas para cada partido. Esto, combinado con un acuerdo para asegurar que los patrocinadores del torneo tuvieran prioridad en los anuncios de televisión durante los partidos, aseguró que cada uno de los principales patrocinadores del torneo tuviera la máxima exposición.
Desde la fase eliminatoria 2012-13, la UEFA utilizó vallas publicitarias LED instaladas en los estadios de los participantes de la eliminatoria, incluida la fase final. Desde la temporada 2015-16 en adelante, la UEFA ha utilizado este tipo de vallas publicitarias desde la ronda de play-off hasta la final.
Los principales patrocinadores del torneo para el ciclo 2021-24 son:
- Bet365[263]
- FedEx[264]
- Qatar Airways
- Heineken N.V.[265]
  - Heineken (excepto Albania, Azerbaiyán, Bosnia y Herzegovina, Francia, Kazajistán, Kosovo, Noruega y Turquía)
    - Heineken Silver
- Just Eat Takeaway[266]
  - 10bis (solo Israel)
  - Menulog (Australasia solamente)
  - Bistró (solo Eslovaquia)
  - Just Eat (Dinamarca, Francia, Irlanda, Italia, España, Suiza y Reino Unido)
  - Lieferando (Alemania y Austria únicamente)
  - Pyszne (solo Polonia)
  - Grubhub y Seamless (solo Estados Unidos)
  - SkipTheDishes (solo Canadá)
  - Take Away (solo Bélgica, Bulgaria y Luxemburgo)
  - Thuisbezorgd (solo Países Bajos)
- Mastercard[267]
- PepsiCo[268]
  - Pepsi
  - Pepsi Max
  - Lay's (excepto Australasia, estados balcánicos, Turquía, Irlanda y el Reino Unido)
  - Gatorade
  - Smith's (Australasia únicamente)
  - Walkers (Reino Unido y Irlanda únicamente)
  - Ruffles (Turquía únicamente)
  - Chipsy (Croacia, Albania, Serbia, Montenegro, Bosnia y Herzegovina, Kosovo y Macedonia del Norte solamente)
  - Rockstar[269]
- Sony[270]
  - PlayStation 5
- Socios.com (solo en Estados Unidos)[271]

Adidas es un patrocinador secundario y suministra el balón oficial del partido, el Adidas Finale, y Macron suministra el equipo de los árbitros. Hublot también es un patrocinador secundario como el cuarto tablero oficial oficial de la competencia.
Los clubes individuales pueden usar camisetas con publicidad. Sin embargo, solo se permiten dos patrocinios por camiseta además del fabricante de la equipación, en el pecho y en la manga izquierda. Se hacen excepciones para las organizaciones sin fines de lucro, que pueden aparecer en la parte delantera de la camiseta, incorporadas con el patrocinador principal o en su lugar; o en la espalda, ya sea debajo del número de equipo o en el área del cuello.
Si un club juega un partido en una nación donde la categoría de patrocinio relevante está restringida (como la restricción de publicidad de alcohol de Francia), entonces debe quitar ese logotipo de sus camisetas. Por ejemplo, cuando el Rangers jugó contra el Auxerre francés en la Liga de Campeones 1996–97, llevaban el logo de Center Parcs en lugar de McEwan's Lager (ambas empresas en ese momento eran subsidiarias de Scottish & Newcastle).